# Williams F1 Team
Pour les articles homonymes, voir Williams.
Williams Grand Prix Engineering (engagée en compétition sous la dénomination commerciale Williams Racing depuis 2020) est une écurie britannique de Formule 1, basée à Grove. Fondée en 1977 par Frank Williams et Patrick Head, l'équipe était la propriété de Frank Williams (52,25 %), Brad Hollinger (14,75 %), Patrick Head (9 %), le marché public (20 %) et le fonds en fiducie des employés (4 %) jusqu'en août 2020. Le 21 août 2020, Williams est rachetée dans son intégralité par le fonds d'investissement américain Dorilton Capital.
Frank Williams a commencé à faire courir des voitures en Formule 1 au cours de la saison 1969. L'écurie a fait ses débuts dans le championnat du monde des constructeurs, sous son nom propre, en 1975 avant d'être rachetée fin 1976. L'équipe Williams telle qu'elle existe aujourd'hui n'a vu le jour qu'en 1977 et a débuté en 1978. Avec ses 16 titres mondiaux acquis lors des années 1980 et 1990 (9 des constructeurs et 7 des pilotes, de Alan Jones en 1980 à Jacques Villeneuve en 1997), 114 victoires et 128 pole positions, elle est l'une des plus prestigieuses écuries de l'histoire de la Formule 1, mais elle n'a enregistré aucune victoire depuis celle de Pastor Maldonado au Grand Prix d'Espagne le 13 mai 2012, et connaît un sévère déclin à la fin des années 2010, obtenant son dernier podium en 2017 à Bakou puis chutant en queue de peloton au début des années 2020 ; il faut attendre le Grand Prix de Belgique 2021 pour que George Russell, dans des conditions exceptionnelles, permette à l'équipe de remonter sur un podium dans la discipline.
En 2020, la direction recherche des investisseurs potentiels et le fonds d'investissement américain Dorilton Capital rachète l'écurie, ce qui conduit, début septembre 2020, au départ de Claire Williams.

## Historique

### Naissance de l'écurie

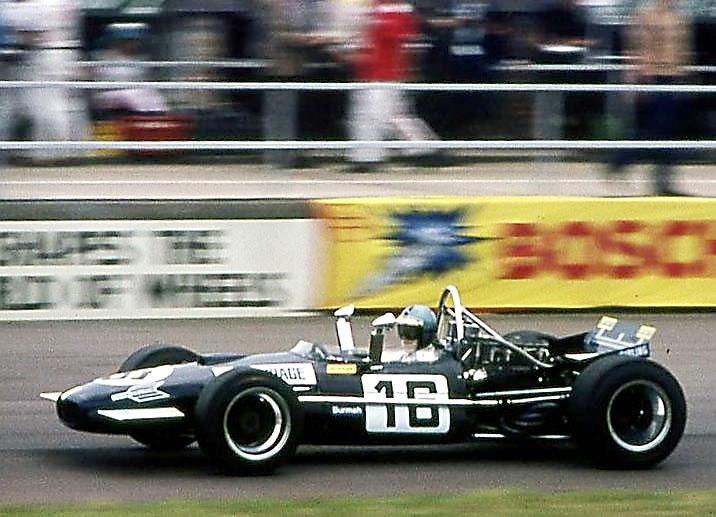
Brabham BT26 engagée par l'écurie Frank Williams Racing Cars pour Piers Courage.

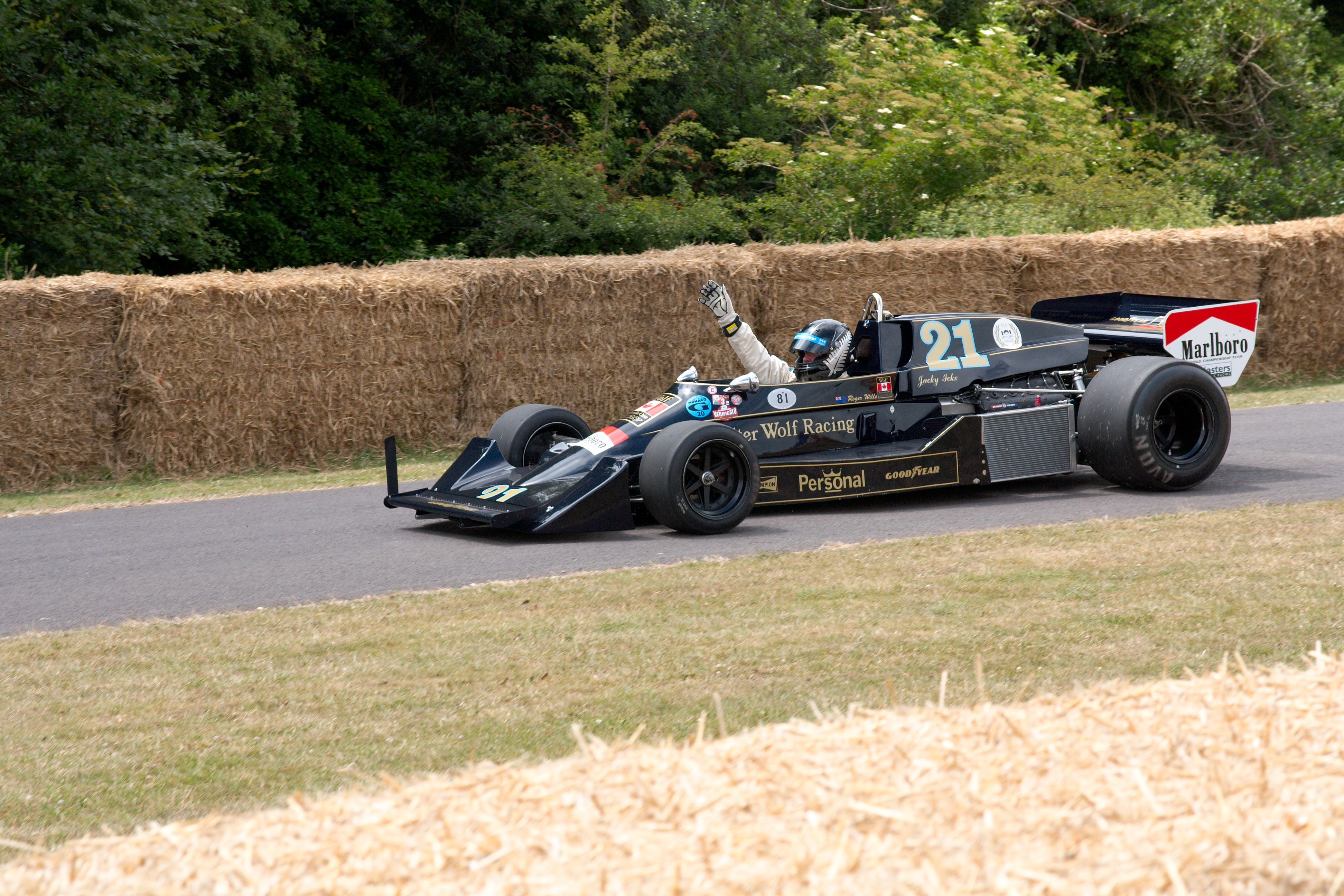
Wolf-Williams FW05 à Goodwood en 2010.

La première écurie Williams a été fondée en 1966 sous le nom « Frank Williams Racing Cars Ltd ». À cette époque, Frank Williams prépare et engage des châssis Brabham en Formule 3 et en Formule 2. Puis, à partir de 1969, Williams engage des voitures en Formule 1 : une Brabham BT26A en 1969, une De Tomaso 505 en 1970, deux March en 1971 et 1972 ainsi qu'une Politoys FX3 en 1972.
Devant la médiocrité des résultats accumulés depuis 1969, Frank Williams décide courant 1972 de changer de stratégie et devient constructeur à part entière. C'est ainsi que nait en 1972 la Politoys FX3, baptisée du nom d'un fabricant de jouets partenaire de l'opération. Elle deviendra Iso-Marlboro FX3 en 1973, à la suite d'un partenariat avec le fabricant de voitures de sport italien Iso Rivolta. En 1975, le partenariat se termine, et les châssis sont, pour la première fois, baptisés « Williams ».
Toujours aussi désargenté, Williams accepte fin 1975 la prise de participation majoritaire dans l'écurie du milliardaire austro-canadien Walter Wolf. En 1976, l'équipe devient donc Wolf-Williams et aligne les voitures de l'ancienne écurie de Lord Hesketh. Mais au bout d'une seule saison, Walter Wolf pousse Frank Williams dehors et rachète la totalité de l'écurie, qui devient Walter Wolf Racing en 1977.
Début 1977, Frank Williams fonde une nouvelle écurie en association avec le jeune ingénieur Patrick Head. C'est cette nouvelle structure, baptisée Williams Grand Prix Engineering, qui perdure de nos jours et communique sous le nom de Williams F1 Team.

### 1977 à 1979: les débuts

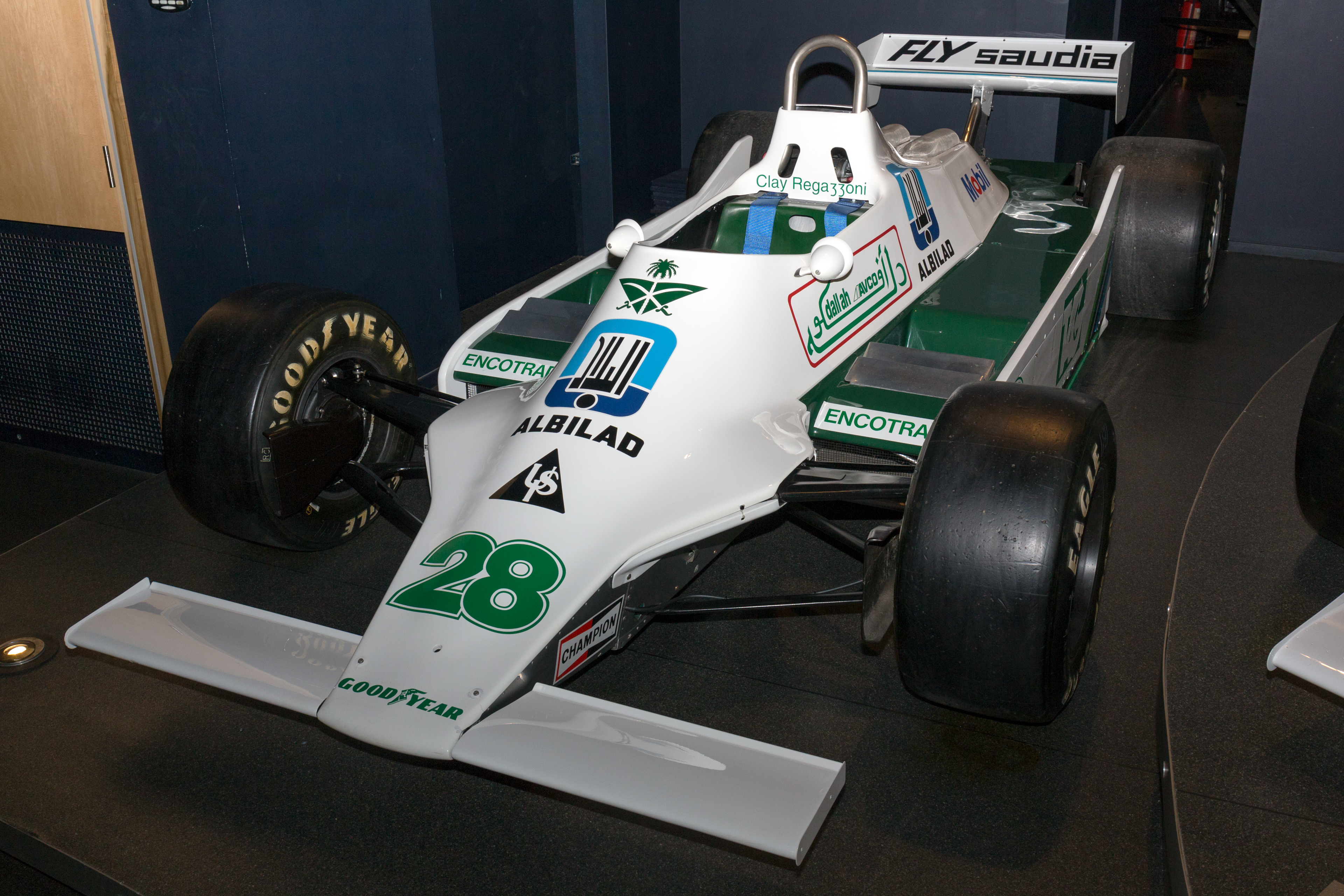
La Williams FW07 de Clay Regazzoni qui offrit sa première victoire à Williams à Silverstone en 1979

En 1977, par manque de temps, la nouvelle équipe Williams ne peut faire autre chose que d'engager une March 761 de la saison précédente, motorisée par un Ford-Cosworth DFV. Mais dès 1978, l'équipe retrouve son statut de constructeur, avec toujours le même motoriste, sans grand succès puisqu'elle termine neuvième. En 1979, cependant, Clay Regazzoni obtient la première victoire de l'écurie au Grand Prix de Grande-Bretagne et son coéquipier Alan Jones remporte quatre autres victoires. Williams termine deuxième du championnat du monde, derrière la Scuderia Ferrari.

### 1980 à 1987: succès avec Ford puis Honda

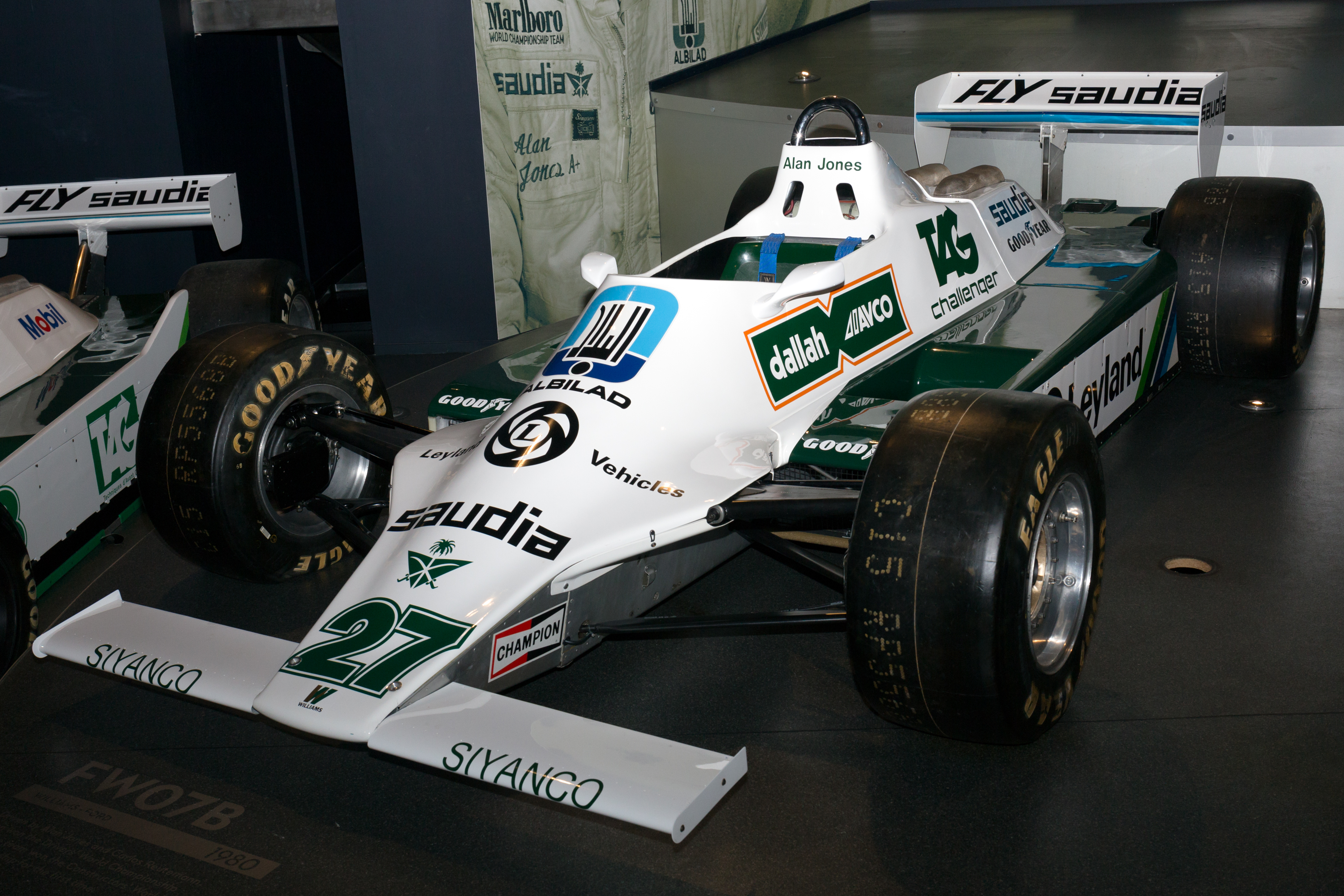
La Williams FW07C de 1980 qui apporte à Williams ses premiers titres de champions du monde des pilotes et des constructeurs

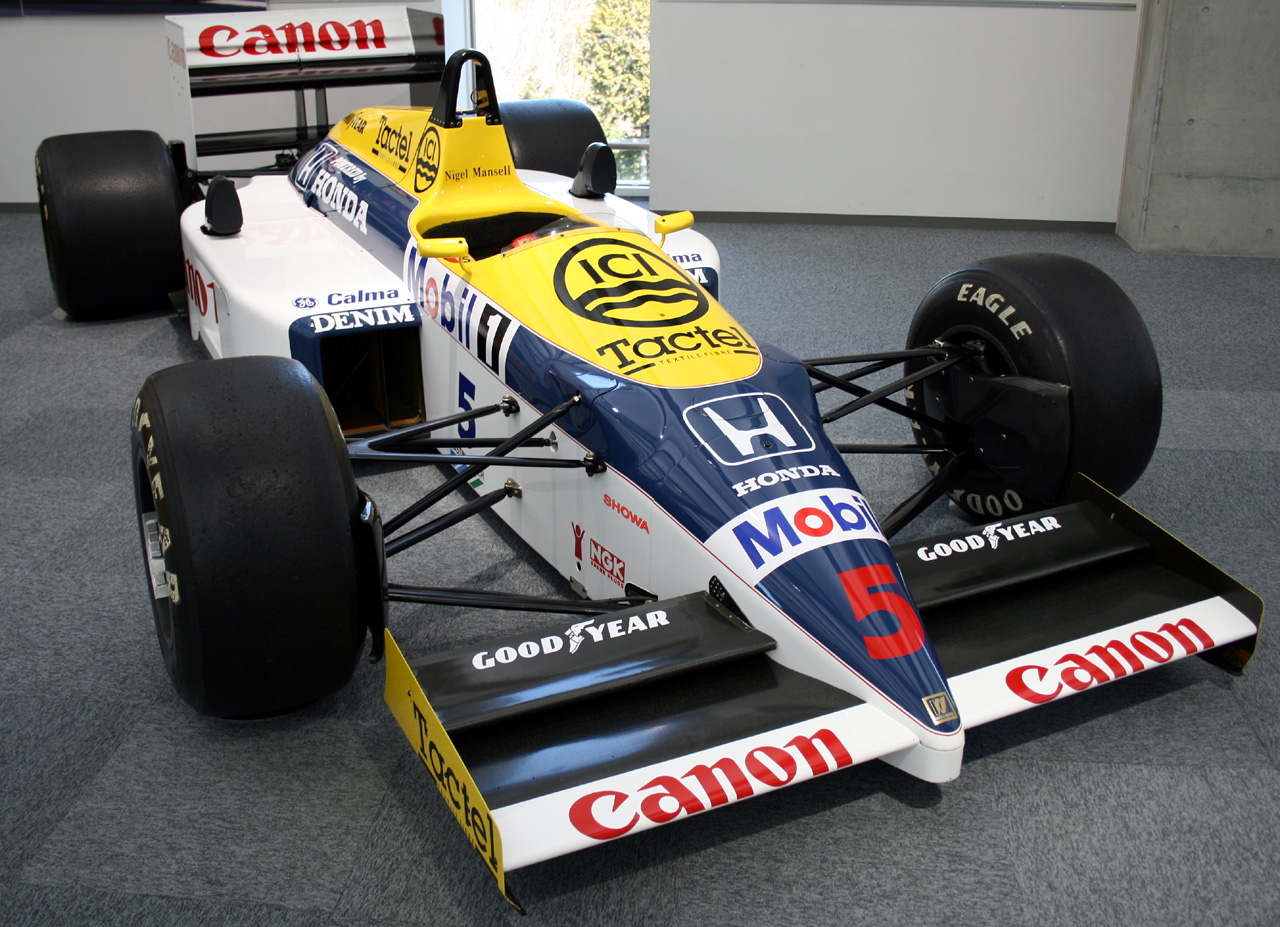
La Williams-Honda FW11 de 1986, championne du monde des constructeurs

Alan Jones remporte le championnat en 1980, imité par Keke Rosberg en 1982. En 1980 et 1981, l'écurie gagne également le titre des constructeurs. La saison 1981 voit la guerre interne entre Jones et Carlos Reutemann, amenant en partie à la défaite de ces derniers au profit de Nelson Piquet (Brabham).
Pour rester en haut de l'affiche, Williams se doit de s'allier à un grand constructeur et de passer aux moteurs 1,5 L turbocompressés, à la place des vieux Cosworth DFV 3,0 L. C'est le cas avec Honda dès la fin de l'année 1983. Après quelques coups d'éclats en 1984, dont une victoire de Keke Rosberg au Grand Prix de Dallas, le Finlandais et Nigel Mansell emportent chacun deux succès l'année suivante. De sixième en 1984, elle remonte à la troisième place.
En 1986, Nelson Piquet rejoint l'écurie aux côtés de Mansell, sur une Williams-Honda devenue la référence, l'écurie remportant neuf victoires et s'adjugeant le titre constructeurs au Grand Prix du Portugal, antépénultième manche de la saison. Au Grand Prix d'Australie 1986, Mansell est en position de remporter le titre mais une crevaison le contraint à abandonner. Par mesure de sécurité, Piquet est rappelé aux stands pour changer de pneus, ce qui permet à Alain Prost de remporter son deuxième titre malgré une McLaren globalement moins compétitive. En 1986 un accident de la route laisse Frank Williams paralysé alors que l'écurie revient d'une séance d'essais ayant eu lieu sur le circuit Paul-Ricard le 6 mars.
En 1987 en revanche, Mansell et Piquet n'ont pas de rivaux mais, en interne, leur duel s'avère intense. Piquet souffle le titre à Mansell et quitte l'écurie, mécontent de ne pas être clairement le numéro 1. De plus, en raison de divergences avec Williams, Honda décide de motoriser McLaren.

### 1989 à 1997: succès avec Renault

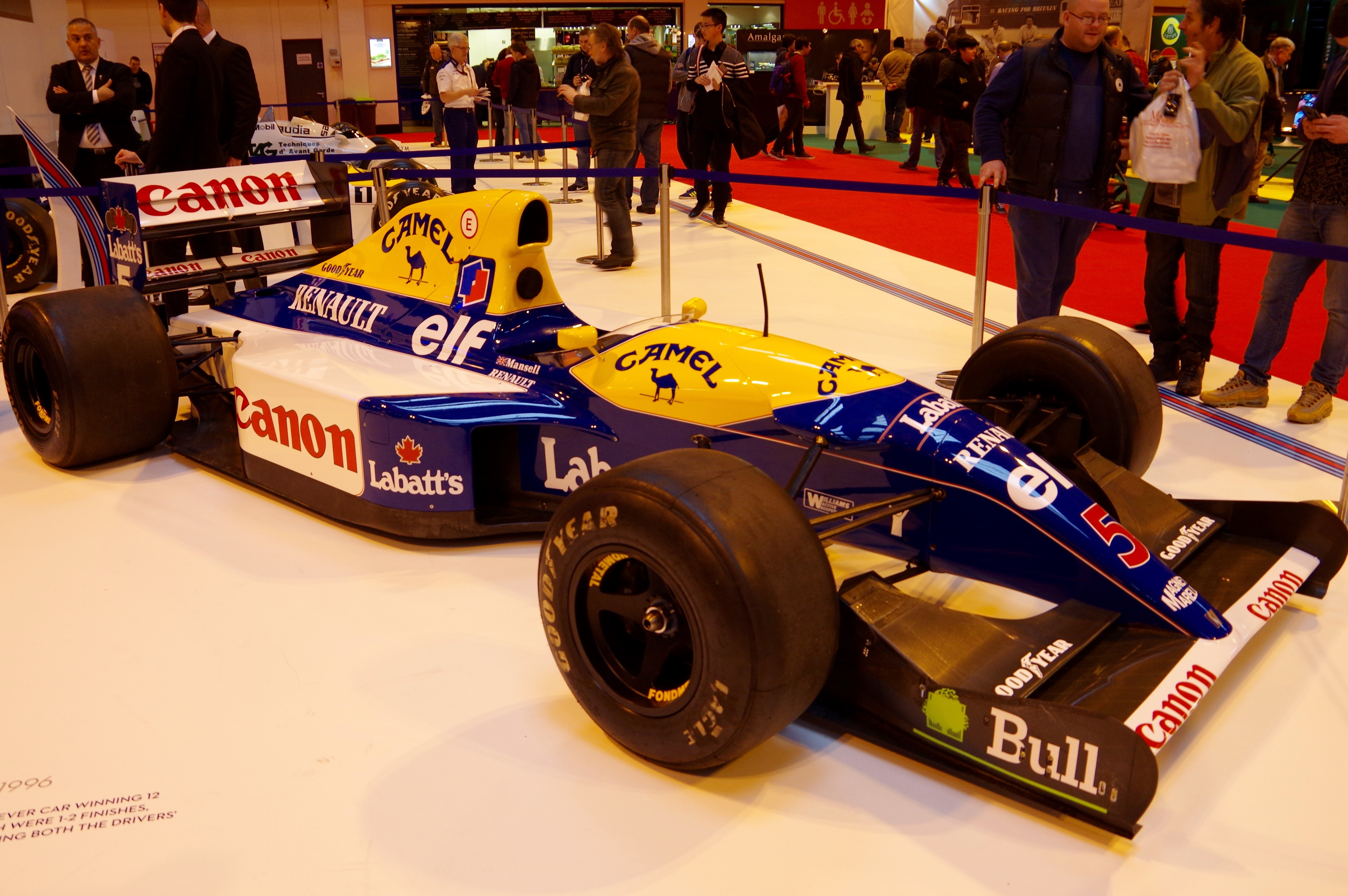
La Williams FW14B, championne du monde pilotes et constructeurs en 1992.

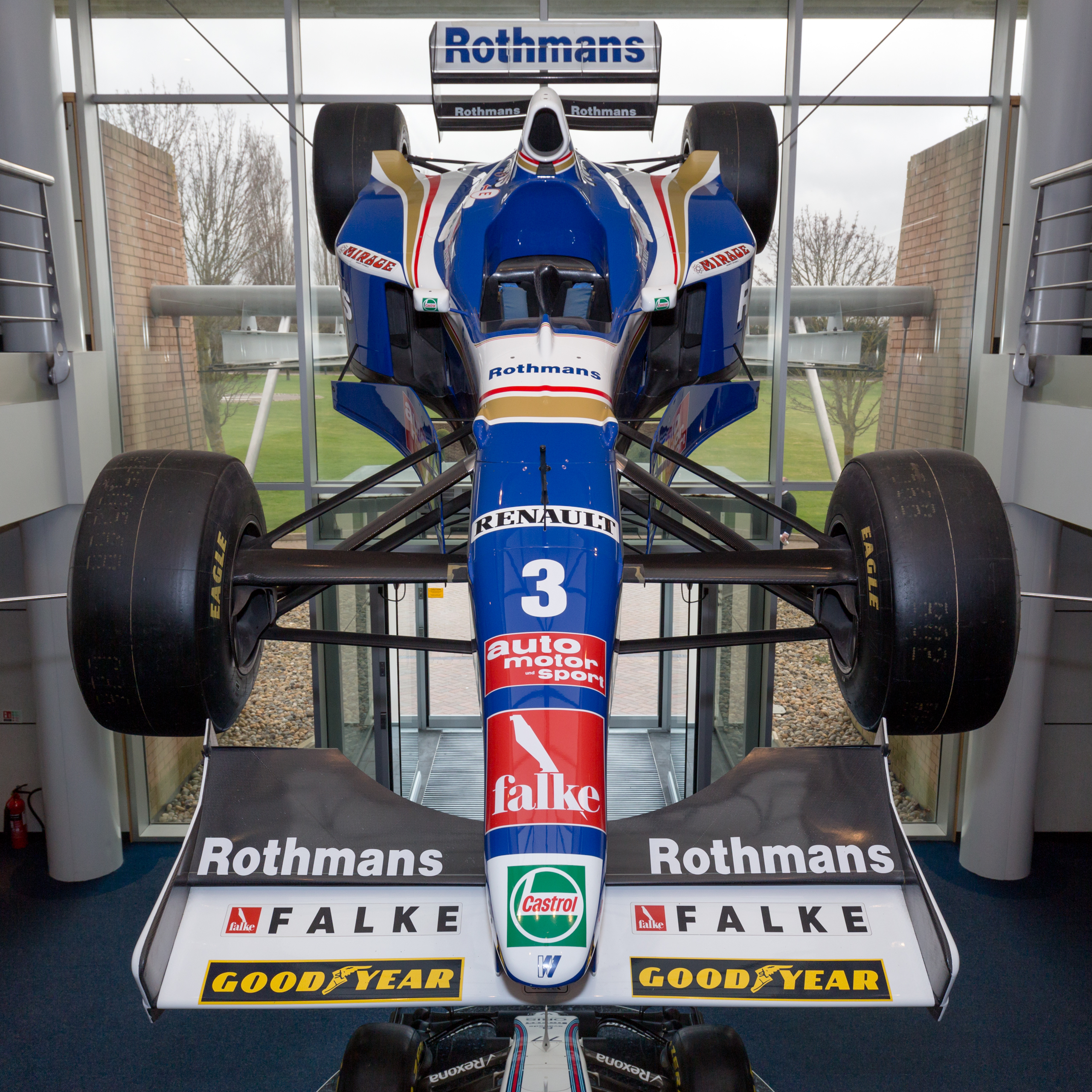
La Williams FW19 de 1997, dernière Williams championne du monde.

Frank Williams, qui a perdu son champion et le puissant moteur Honda, se rabat sur le moteur Judd en 1988, en attendant le moteur Renault prévu pour 1989. L'année est difficile, égayée par deux podiums de Nigel Mansell qui rejoint Ferrari à la fin de l'année. L'écurie chute à la septième place et connaît sa première saison sans victoire depuis dix ans alors que Honda et McLaren ont dominé la saison.
L'année suivante, Renault motorise l'écurie et Thierry Boutsen offre à l'association Williams-Renault deux victoires, à Montréal et à Adelaïde. Riccardo Patrese est troisième du championnat du monde des pilotes et Williams termine deuxième du championnat des constructeurs, derrière les intouchables McLaren-Honda.
En 1990, malgré les victoires de Patrese à Imola et de Boutsen à Budapest, la saison est une déception et Williams termine quatrième du championnat. En 1991, Nigel Mansell revient dans l'écurie et remplace Boutsen. Après des débuts difficiles, la FW14 devient redoutable et remporte sept victoires. Toutefois, l'avance prise par Ayrton Senna et McLaren en début de saison leur permettent d'être sacrés champions du monde.
En 1992, Williams remporte 10 victoires, 15 pole positions et réalise un doublé au championnat des pilotes. La FW14B bénéficie au maximum des aides électroniques très développées et survole la saison. Néanmoins, Nigel Mansell, enfin devenu champion du monde après trois échecs, se brouille avec Frank Williams pour des raisons financières et quitte l'écurie et la Formule 1 pour le championnat CART.
En 1993, Alain Prost remplace Mansell et le pilote-essayeur Damon Hill remplace Patrese. Si, aux mains de Prost et Hill, la nouvelle FW15C survole l'exercice des qualifications (15 pole positions dont 13 pour Prost) fixant même un record de 24 pole positions consécutives, le début de saison s'avère plus délicat qu'en 1992 et Prost, promis à une nette domination, est aux prises avec son rival Ayrton Senna tandis que Williams a du mal à s'affirmer face à McLaren. Néanmoins, à partir du Grand Prix du Canada, Williams enchaîne sept victoires dont les trois premières de Damon Hill. Prost remporte son quatrième et dernier titre mondial et Williams-Renault conserve le titre constructeurs.
En 1994, Prost, qui a pris sa retraite, est remplacé par Ayrton Senna. Les aides au pilotage ont été supprimées ce qui rend très instable la FW16. Senna abandonne lors des deux premières courses. Survient alors le drame d'Imola, où Senna se tue après un accident alors qu'il était en tête du Grand Prix. Hill, propulsé leader de l'écurie face à Michael Schumacher, ne peut rien face à l'Allemand malgré l'aide de David Coulthard et de Nigel Mansell qui revient pour cinq Grands Prix et qui contribuent au sacre constructeur de Williams avec sept victoires.
En 1995, Hill fait équipe avec David Coulthard, préféré à Mansell. Face à Schumacher et Benetton-Renault, l'Anglais est impuissant et commet de nombreuses erreurs. Williams remporte cinq victoires et finit second au championnat. En 1996, Williams conserve Damon Hill qui fait équipe avec le novice Jacques Villeneuve. La FW18 est très performante et Hill devient champion du monde avec huit victoires tandis que son coéquipier termine vice-champion du monde avec quatre victoires dès sa première saison, une première dans la discipline. En fin de saison, Hill se laisse rattraper par Villeneuve et quitte l'écurie en 1997, où il est remplacé par Heinz-Harald Frentzen.
En 1997, malgré une FW19 supérieure à la concurrence, Villeneuve doit attendre la dernière course pour être sacré face à Schumacher et Ferrari. Williams est également champion avec huit victoires, les sept de Villeneuve ajoutées à la première de Frentzen au Grand Prix de Saint-Marin. Avec un neuvième titre chez les constructeurs, Williams devient l'écurie la plus titrée de l'histoire de la Formule 1, devant la Scuderia Ferrari, Lotus Cars et McLaren Racing.

### 1998-1999: période de transition

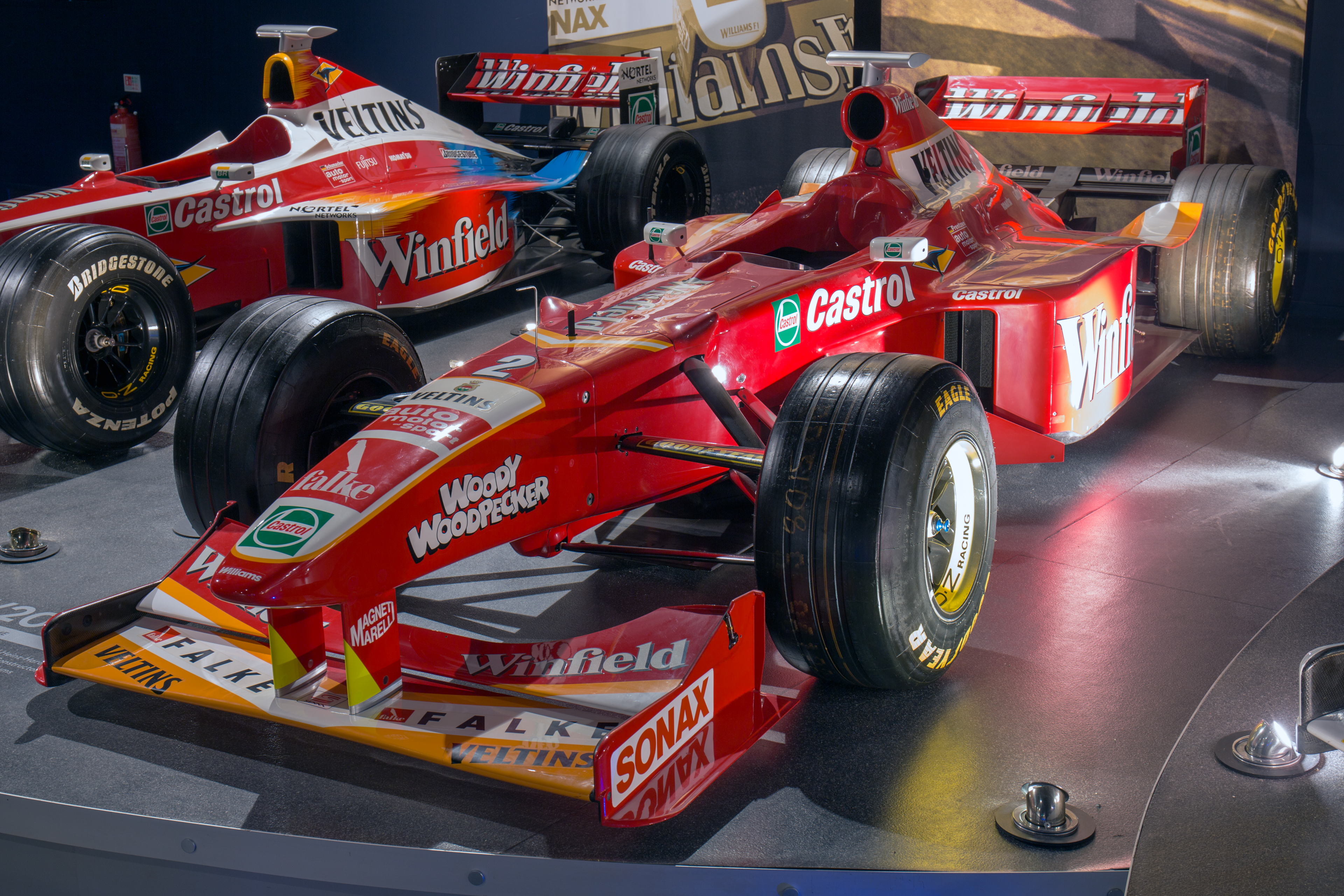
La Williams FW20 de 1998 (avec la FW21 de 1999 à sa droite)

En 1998, les départs de Renault Sport et d'Adrian Newey ne permettent pas à Williams et Jacques Villeneuve de conserver leurs titres. Le moteur Mecachrome (ex-Renault) n'est pas assez performant et Newey a manqué pour le développement de la FW20 alors qu'il dessinait la voiture championne du monde, la McLaren MP4-13. L'équipe connaît sa première saison sans victoire depuis 1988, n'obtenant que trois podiums, et doit lutter jusqu'au bout pour la troisième place du championnat face à Jordan et Benetton.
1999 est une année de transition, en attendant BMW. Le moteur est toujours un Mecachrome commercialisé désormais par Supertec mais Villeneuve et Frentzen sont partis, remplacés par Alessandro Zanardi, double champion de CART en titre, et Ralf Schumacher. L'Italien est la déception de l'année, ne marquant aucun point alors que Schumacher monte à trois reprises sur le podium et inscrit 35 points. Williams termine cinquième du championnat, son pire classement depuis 1988.

### 2000 à 2005: renouveau avec BMW

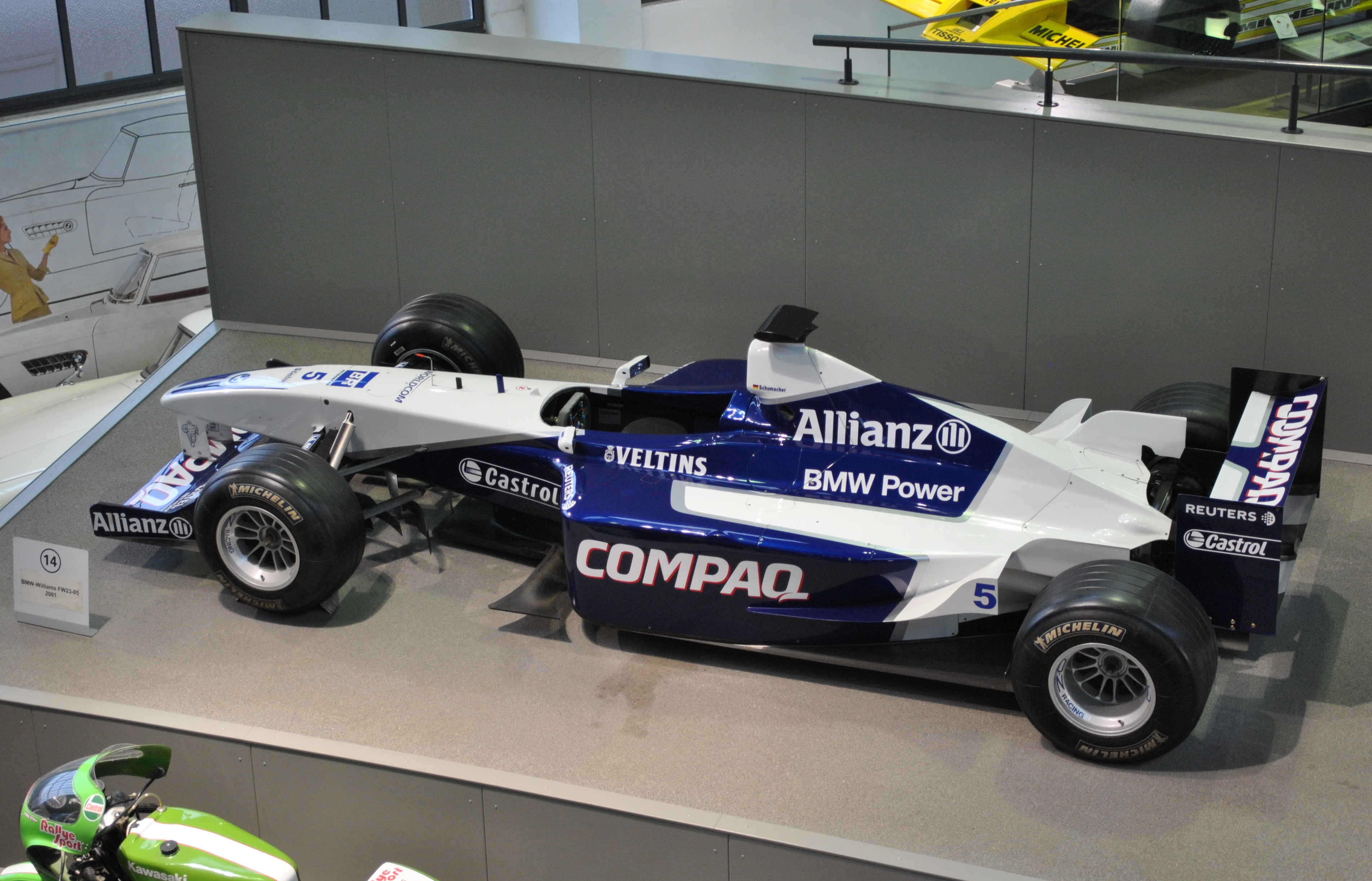
La FW23 qui remet Williams sur le chemin de la victoire en 2001

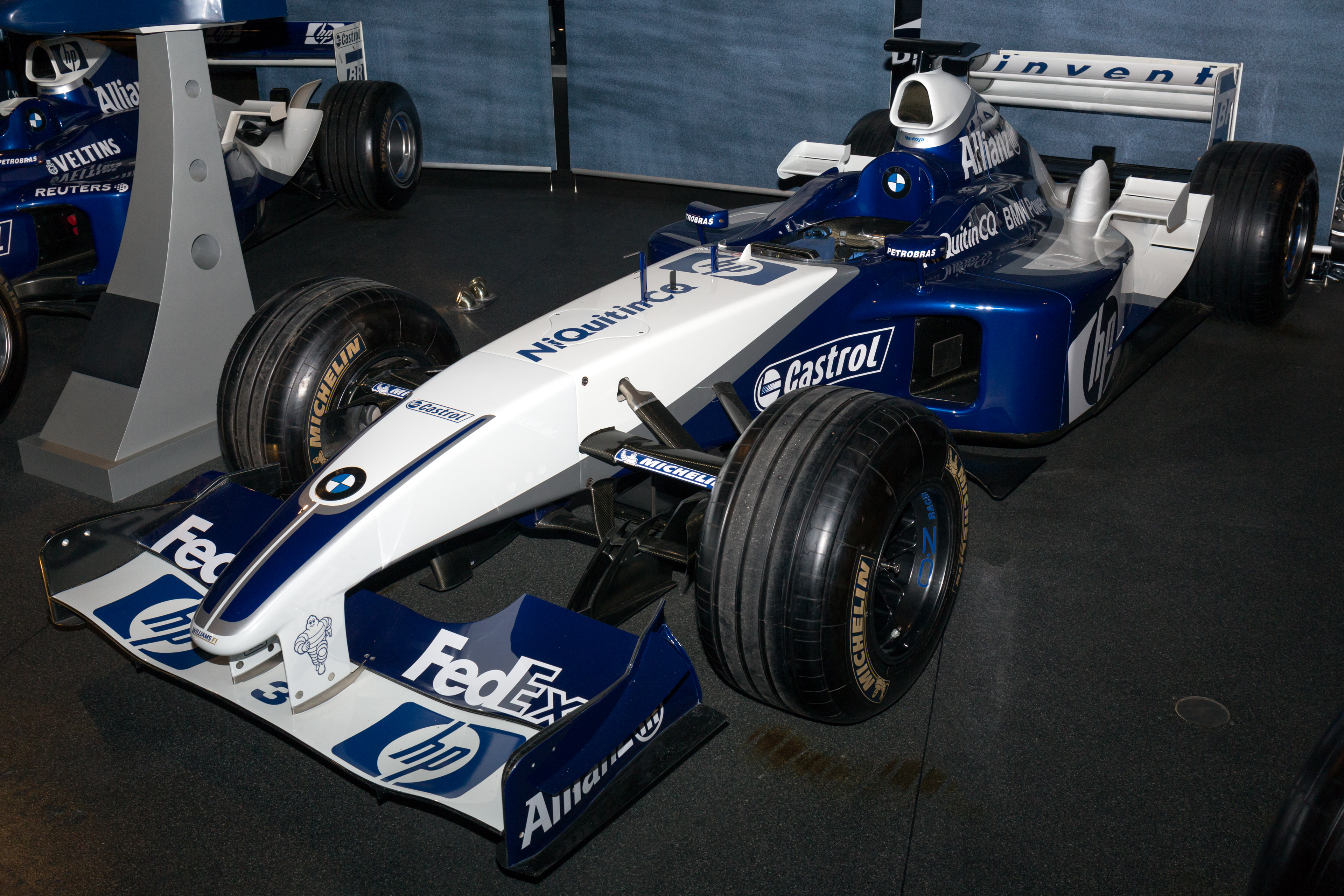
Avec la FW25, Juan Pablo Montoya, Williams et BMW passent près des titres mondiaux 2003.

Début 2000, Williams bénéficie d'un moteur d'usine BMW. Alessandro Zanardi est remplacé par le jeune espoir Jenson Button. Malgré les craintes hivernales en raison de problèmes de fiabilité récurrents, la saison est une réussite. Ralf Schumacher monte sur trois podiums et Button confirme les espoirs placés en lui, l'équipe termine troisième du championnat, loin cependant des Ferrari et McLaren-Mercedes.
En 2001, l'espoir colombien Juan Pablo Montoya remplace Button prêté à Benetton Formula et Michelin remplace Bridgestone. La FW23 apparaît comme très performante, remportant à Imola la première victoire de l'équipe depuis 1997 (la première de Ralf Schumacher), suivie de trois autres à Montréal, Hockenheim et Monza, où Montoya remporte sa première victoire. Williams-BMW est à nouveau troisième du championnat mais s'est sensiblement rapprochée de Ferrari et McLaren.
En 2002, Williams fait figure de premier challenger de Ferrari. Si l'équipe finit deuxième au championnat, la saison reste une déception car Williams finit très loin de la Scuderia et ne remporte qu'une victoire, à Sepang.
Le début de saison 2003 est également décevant en raison de problèmes aérodynamiques. Ceux-ci réglés, les Williams deviennent performantes à partir de l'Autriche avec quatre victoires en six courses à Monaco, au Nurburgring, à Magny-Cours et Hockenheim. À deux Grands Prix de la fin de la saison, Montoya n'a que trois points de retard sur Michael Schumacher et Williams mène le championnat constructeurs. Alors que le meilleur matériel semble à leur disposition, le sacre est envisageable mais un accrochage avec Rubens Barrichello aux États-Unis et une panne hydraulique lors de la dernière manche au Japon mettent fin aux espoirs de l'écurie. Fin 2003, Montoya annonce son transfert chez McLaren pour 2005.
En 2004, Williams présente avec sa FW26 un aileron avant révolutionnaire à double quille à la demande de BMW qui souhaitait quelque chose d'audacieux. Les résultats ne sont pas conformes aux attentes : tandis que Ferrari reprend sa domination, Williams fait illusion sur les premiers Grands Prix en luttant avec les BAR et les Renault pour la deuxième place du championnat, mais se fait rapidement devancer. De plus, à Indianapolis, Ralf Schumacher est victime d'un grave accident : il est remplacé par Marc Gené puis Antônio Pizzonia. En fin de saison, un aileron plus classique est de retour et les résultats s'améliorent, Montoya remporte son dernier Grand Prix pour Williams au Brésil. L'écurie finit quatrième du championnat du monde, son pire classement depuis 1999.
En 2005, Mark Webber et Nick Heidfeld pilotent une FW27 peu performante et ne peuvent signer que quatre podiums, dont un double à Monaco, derrière la McLaren-Mercedes de Kimi Räikkönen. Heidfeld réalise également son unique pole position au Grand Prix d'Europe, sans pouvoir concrétiser. BMW annonce son départ à mi-saison en rachetant Sauber et les performances plongent : plus aucun podium et Antônio Pizzonia remplace Heidfeld, blessé, en fin de saison. Williams chute en cinquième position.

### 2006 à 2011: déclin

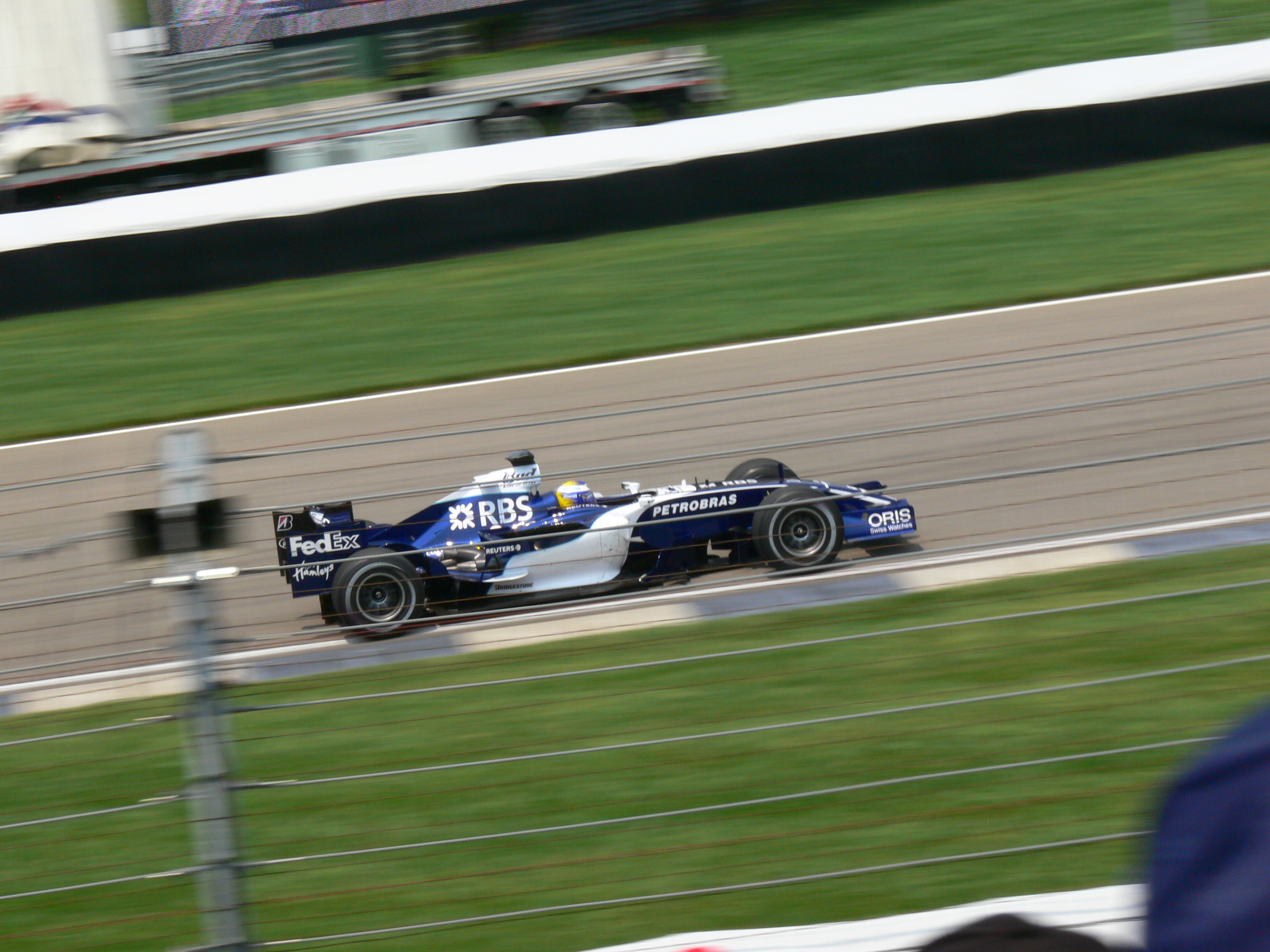
Nico Rosberg sur la FW28 au Grand Prix des États-Unis 2006

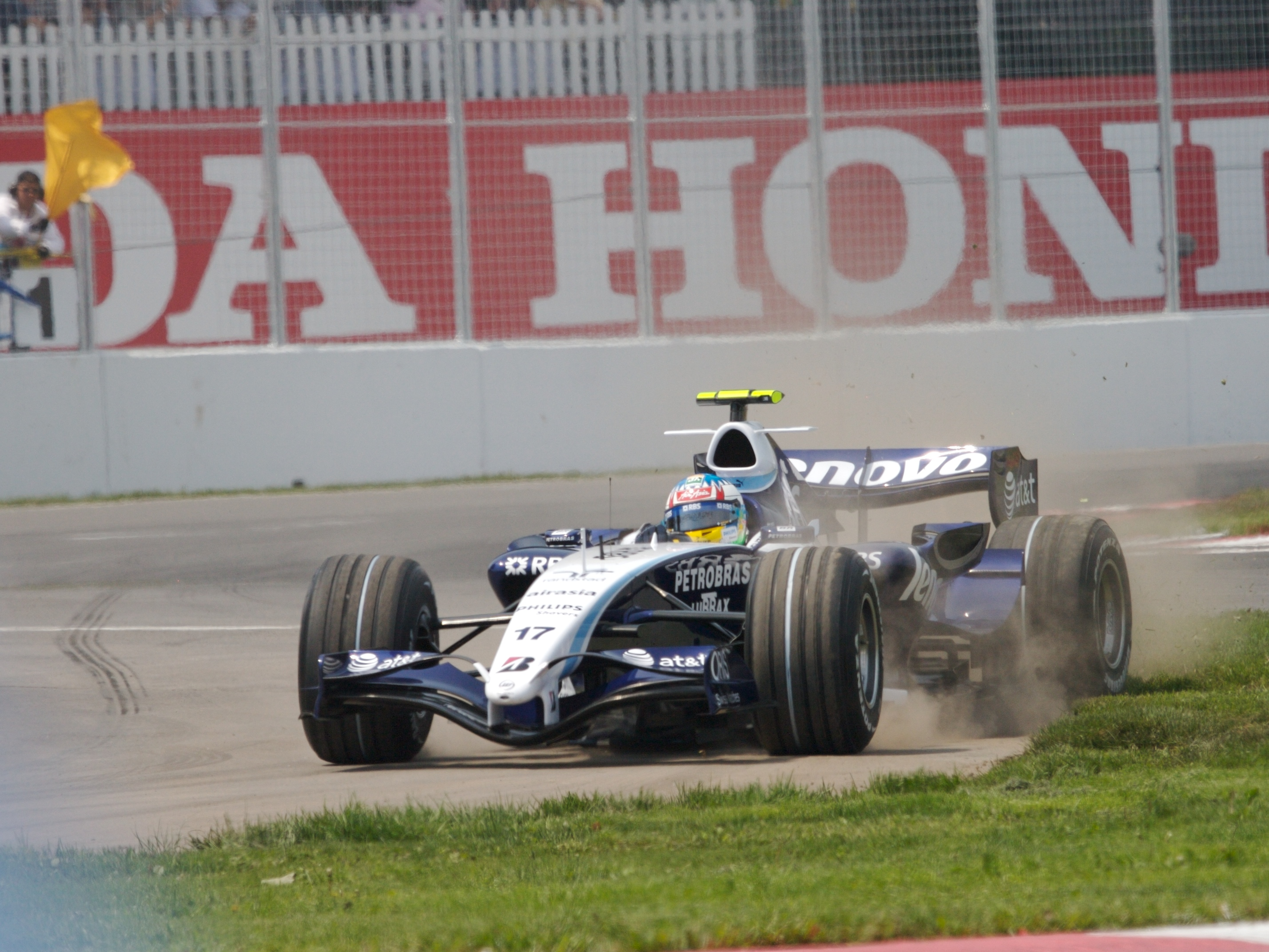
Alexander Wurz sur la FW29 au Grand Prix du Canada 2007, premier podium de l'écurie en deux ans

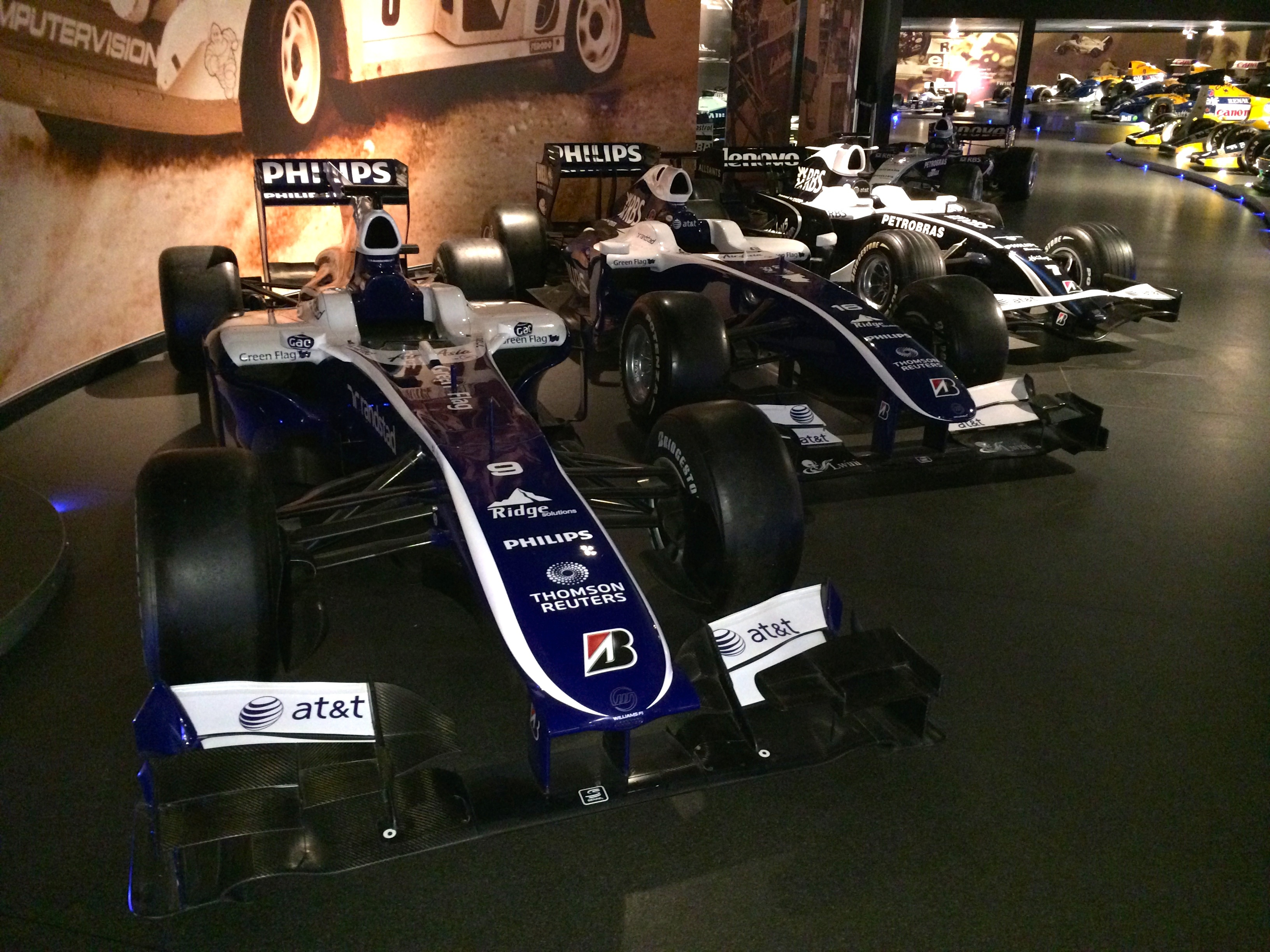
Les Williams FW32, FW31 et FW30 en exposition

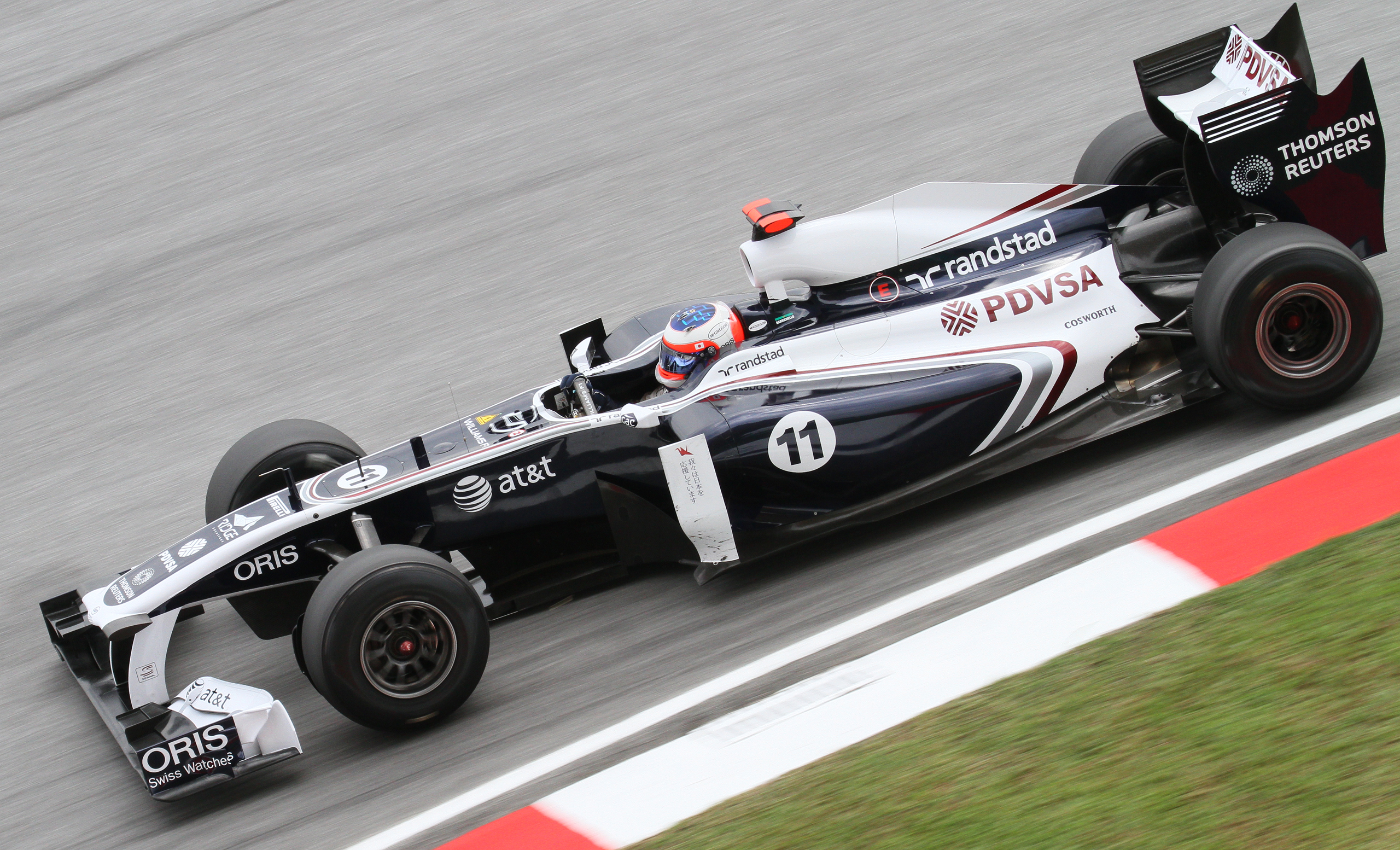
Rubens Barrichello et la FW33 au Grand Prix de Malaisie 2011

En 2006, Cosworth remplace BMW et Bridgestone remplace Michelin qui fournissait l'équipe depuis 2001. Les pilotes Mark Webber et le débutant Nico Rosberg (fils de Keke) ne peuvent pallier les performances d'un matériel rétif dont un moteur peu fiable. Quelques coups d'éclats dont une première ligne pour Webber à Monaco sont vite avortés par des ennuis de fiabilité. L'écurie plonge au huitième rang au championnat avec 11 points (son pire classement depuis 1978) et n'a obtenu ni pole position (une première depuis 2000) ni podium (une première depuis 1976).
À la suite de cette désastreuse saison, Williams change de motoriste, Toyota remplaçant Cosworth. Mark Webber, parti chez Red Bull Racing, est remplacé par Alexander Wurz jusqu'alors pilote d'essai. Si la FW29 ressemble fortement à la FW28, sa fiabilité et ses résultats en essais durant le mois de février contrastent avec sa devancière. Les résultats se confirment durant la première moitié de saison, Nico Rosberg se hissant presque toujours dans la dernière partie des qualifications et engrangeant plusieurs points encourageants. Quant à Wurz, si ses résultats souffrent de la comparaison avec ceux de son équipier, il fait preuve d'opportunisme avec une troisième place lors du chaotique Grand Prix du Canada, le premier podium de l'écurie depuis deux ans, et une quatrième place sous la pluie au Nurburgring après avoir lutté pour le podium avec Webber. Williams remonte à la quatrième place du championnat.
Après une saison 2007 encourageante, Kazuki Nakajima, jeune espoir de Toyota, remplace Wurz en 2008 au volant d'une FW30 présentée discrètement mais sur laquelle l'équipe fonde de grands espoirs. La saison débute bien puisque Nico Rosberg monte sur son premier podium grâce à sa troisième place et que Kazuki Nakajima finit sixième en Australie. Au Grand Prix de Singapour, Nakajima se classe huitième tandis que Rosberg monte sur la deuxième marche du podium derrière Fernando Alonso et devant Lewis Hamilton, et a pu prétendre un moment à la victoire avant une sévère pénalité pour avoir ravitaillé alors que la voie des stands n'était pas encore ouverte. Ces deux bons résultats sont les seuls coups d'éclats de l'année et l'écurie retombe à la huitième place du championnat.
En 2009, Williams fournit les châssis de la nouvelle Formule 2 et profite de la nouvelle réglementation (pneus slicks, SREC, aérodynamique modifiée, réduction des coûts) pour se relancer grâce au double diffuseur qui lui offre un avantage en début de saison, tout comme Brawn GP et Toyota. Mais au fur et à mesure de la saison, l'équipe rentre dans le rang et termine à la septième place du classement des constructeurs grâce à Nico Rosberg qui marque tous les points de l'équipe. Ironie du sort, l'écurie BMW Sauber lui chipe la sixième place sur le fil.
Le 19 novembre 2009, Frank Williams et Patrick Head annoncent avoir vendu une part minoritaire de leur écurie à une société d'investissement dirigée par l'Autrichien Toto Wolff qui rejoint le directoire de la société. Wolff est connu pour avoir remporté les 24 Heures de Dubaï 2006 en catégorie GT et pour son record du tour de la Nordschleife du Nürburgring au volant d'une Porsche 997 RSR en avril 2009. Un peu plus d'un an plus tard, Frank Williams dit envisager une entrée en bourse.
En 2010, Williams perd Nico Rosberg parti chez Mercedes Grand Prix et se sépare de Kazuki Nakajima, protégé de Toyota qui quitte la discipline. L'écurie est à nouveau motorisée par Cosworth et les nouveaux pilotes sont Rubens Barrichello, le pilote le plus expérimenté du plateau, et Nico Hülkenberg, champion GP2 2009 dès sa première participation. Après un début de saison difficile, l'équipe réalise une seconde partie de saison qui lui permet de terminer sixième du championnat des constructeurs, au coude-à-coude avec Force India. Le coup d'éclat de la saison est réalisé par Nico Hülkenberg qui réalise la pole position (la première depuis Nick Heidfeld au Grand Prix d'Europe 2005) à Interlagos chaussé de pneus slicks sur une piste s'asséchant.
En 2011, Williams perd plusieurs sponsors majeurs et, pour assurer l'avenir de l'écurie, une partie de son capital est mis en bourse. Le pilote payant vénézuélien Pastor Maldonado (champion GP2 2010) remplace Nico Hülkenberg. Le manque de budget se fait ressentir sur les performances ; la FW33 manque de fiabilité et de vitesse et seuls cinq points sont inscrits, installant l'écurie à la neuvième place du championnat, son pire classement depuis 1978.
Le directeur technique, Sam Michael, en place depuis 2004, est licencié au profit de Mike Coughlan. Williams et Renault Sport F1 annoncent un partenariat châssis-moteur de longue durée, le département F1 de Renault équipant Williams de ses blocs moteurs V8 pour les saisons 2012 et 2013. Outre la fourniture de moteurs, le partenariat comprend d'autres opportunités commerciales et marketing, avec une possibilité de prolongation après l'introduction du futur moteur V6 turbo en 2014,.

### 2012-2013: nouvelle association avec Renault

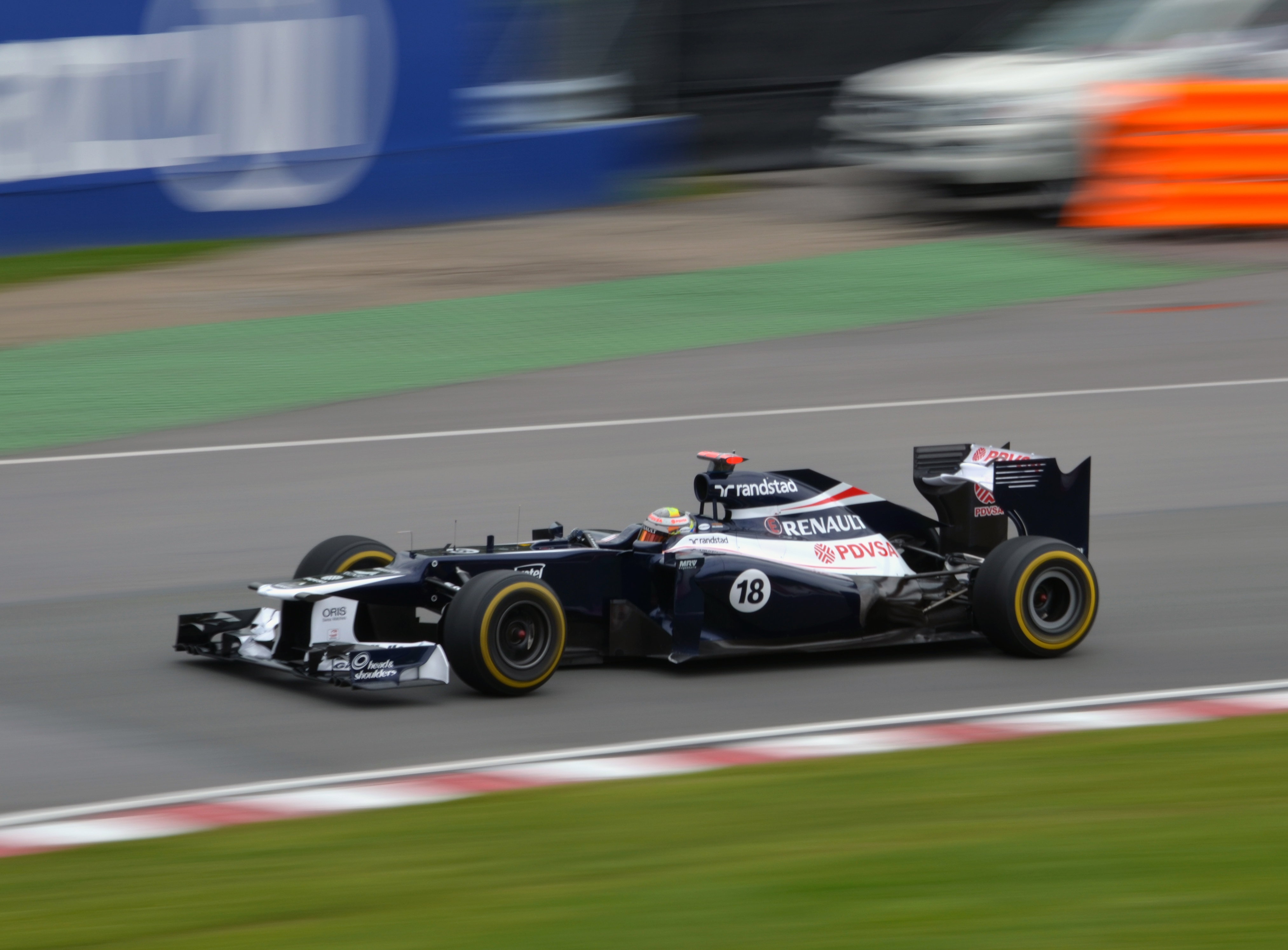
Pastor Maldonado sur la FW34 au Grand Prix du Canada 2012

Après le retour du moteur Renault, le 16 janvier 2012, Williams annonce la titularisation de Bruno Senna en tant que deuxième pilote, aux côtés de Pastor Maldonado,. Le 28 février 2012, Alexander Wurz est engagé pour aider les pilotes Bruno Senna et Pastor Maldonado et partager son expérience de la course.
Lors de la manche inaugurale, en Australie, Maldonado sort de la piste dans le dernier tour alors qu'il était sixième et en position d'inscrire huit points. En Malaisie, Senna tire parti de conditions climatiques difficiles et termine huitième pour son deuxième Grand Prix avec Williams. Alors que ces performances sont encourageantes pour la suite de la saison, l'écurie annonce la démission de son président Adam Parr et l'arrivée de Susie Wolff comme pilote de développement,,.
Maldonado inscrit quatre points grâce à sa huitième place en Chine, derrière Senna, avant de s'illustrer lors du Grand Prix d'Espagne où il obtient sa première pole position (la première de Williams depuis 2010) grâce à une pénalité infligée à Lewis Hamilton et remporte la première victoire de sa carrière, la première de Williams depuis le Grand Prix du Brésil 2004. Le dernier succès du partenariat Williams-Renault remontait au Grand Prix du Luxembourg 1997 avec Jacques Villeneuve. Ce podium du Vénézuélien est le premier de Williams depuis 2008. Cette 114e victoire demeure la dernière en date de l'écurie, qui continue à entrer régulièrement dans les points, avec notamment une septième place de Senna en Hongrie ainsi qu'une cinquième de Maldonado et une huitième du Brésilien au Japon. Des bonnes performances en qualifications (Maldonado deuxième à Singapour et troisième à Abou Dabi) sont à noter, bien qu'elles ne furent pas concrétisées. Du fait d'une bataille très serrée dans le peloton, Williams ne gagne qu'une place par rapport à 2011 mais a inscrit plus de points (76 contre 5).
2013 est une saison catastrophique car la Williams FW35, monoplace ratée, est incapable de viser les points à la régulière. Valtteri Bottas inscrit quatre points en terminant huitième du Grand Prix des États-Unis tandis que Maldonado se classe dixième en Hongrie. Le Finlandais s'illustre également en se qualifiant troisième au Canada, sans concrétiser en course. Avec cinq points, l'écurie termine neuvième du championnat.

### 2014-2017: renouveau puis lent déclin à l'ère de l'hybride

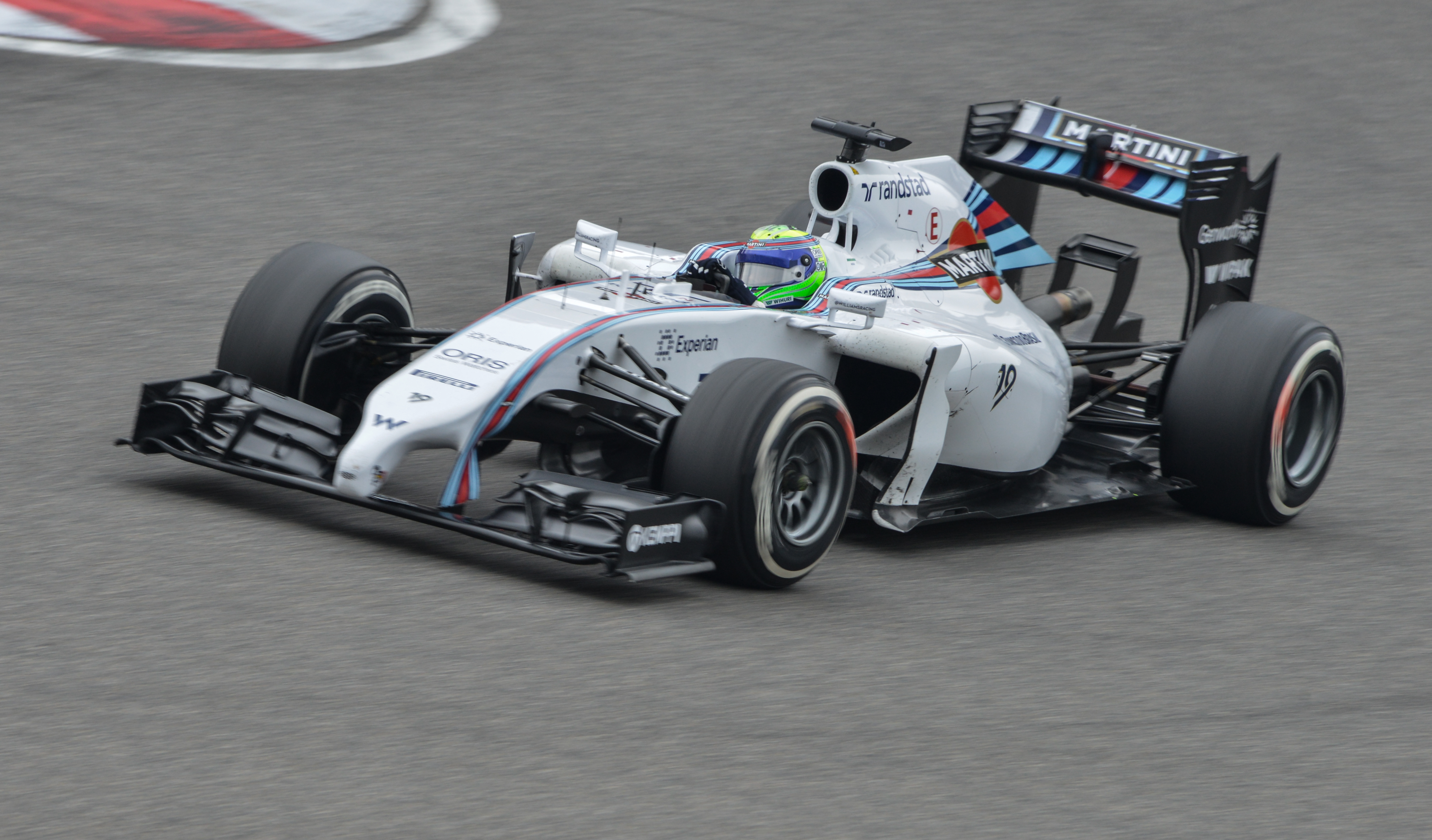
Felipe Massa au Grand Prix automobile de Chine 2014 à bord de sa Williams FW36

En 2014, le moteur Renault est remplacé par un Mercedes-Benz. Felipe Massa remplace Pastor Maldonado parti chez Lotus F1 Team et Valtteri Bottas est reconduit. Cette première saison sous l'ère hybride s'avère la meilleure depuis l'ère Williams-BMW.
En Australie, Massa est accroché dès le départ par Kamui Kobayashi, victime d'un problème de freins et Bottas termine cinquième malgré une crevaison et la perte d'une roue. En Malaisie, Massa et Bottas finissent septième et huitième, Massa ayant refusé de s'écarter malgré les consignes de son équipe. Lors du Grand Prix de Bahreïn, les deux pilotes sont en lutte pour le podium mais une forte dégradation des pneus ne leur permet pas de finir mieux que septième et huitième. En Chine, Massa, victime d'un long arrêt aux stands, finit quinzième quand Bottas termine septième. En Espagne, Bottas termine cinquième et Massa treizième à cause d'une mauvaise stratégie. Lors du Grand Prix de Monaco, Bottas abandonne sur casse moteur et Massa finit septième.
Au Grand Prix du Canada, Massa est à nouveau victime d'un long arrêt aux stands mais il devient un candidat au podium jusqu'au dernier tour où il s'accroche avec Sergio Pérez, anéantissant tout espoir de podium pour l'écurie anglaise. Bottas termine septième. En Autriche, les deux voitures se qualifient en première ligne, Massa en pole position (sa première depuis 2008 et la première de Williams depuis 2012), Bottas à la deuxième place. Cette première ligne monopolisée par les Williams-Mercedes est la première depuis 2003 ; en course, ils s'effacent derrière les Mercedes de Nico Rosberg et de Lewis Hamilton. Bottas monte sur son premier podium en Formule 1, le premier de l'écurie depuis la victoire de Pastor Maldonado au Grand Prix d'Espagne 2012 et Massa termine quatrième.
Le Finlandais récidive en terminant deuxième en Grande-Bretagne et en Allemagne tandis que Massa est en proie aux accrochages et aux faits de course. Le Brésilien termine troisième derrière Hamilton et Rosberg en Italie, performance faisant écho à la troisième place de son coéquipier deux semaines auparavant. En Russie, le Finlandais manque de peu la pole position et termine troisième, derrière les Mercedes. Son coéquipier termine quatrième aux États-Unis, troisième à domicile derrière les Mercedes et deuxième à Abou Dabi, ayant même entrevu un temps la victoire, devant Bottas. Ce double podium est le premier de Williams depuis 2005. Avec 320 points, neuf podiums et la troisième place du championnat des constructeurs, l'écurie de Grove, totalement revigorée, boucle sa meilleure saison depuis 2003.

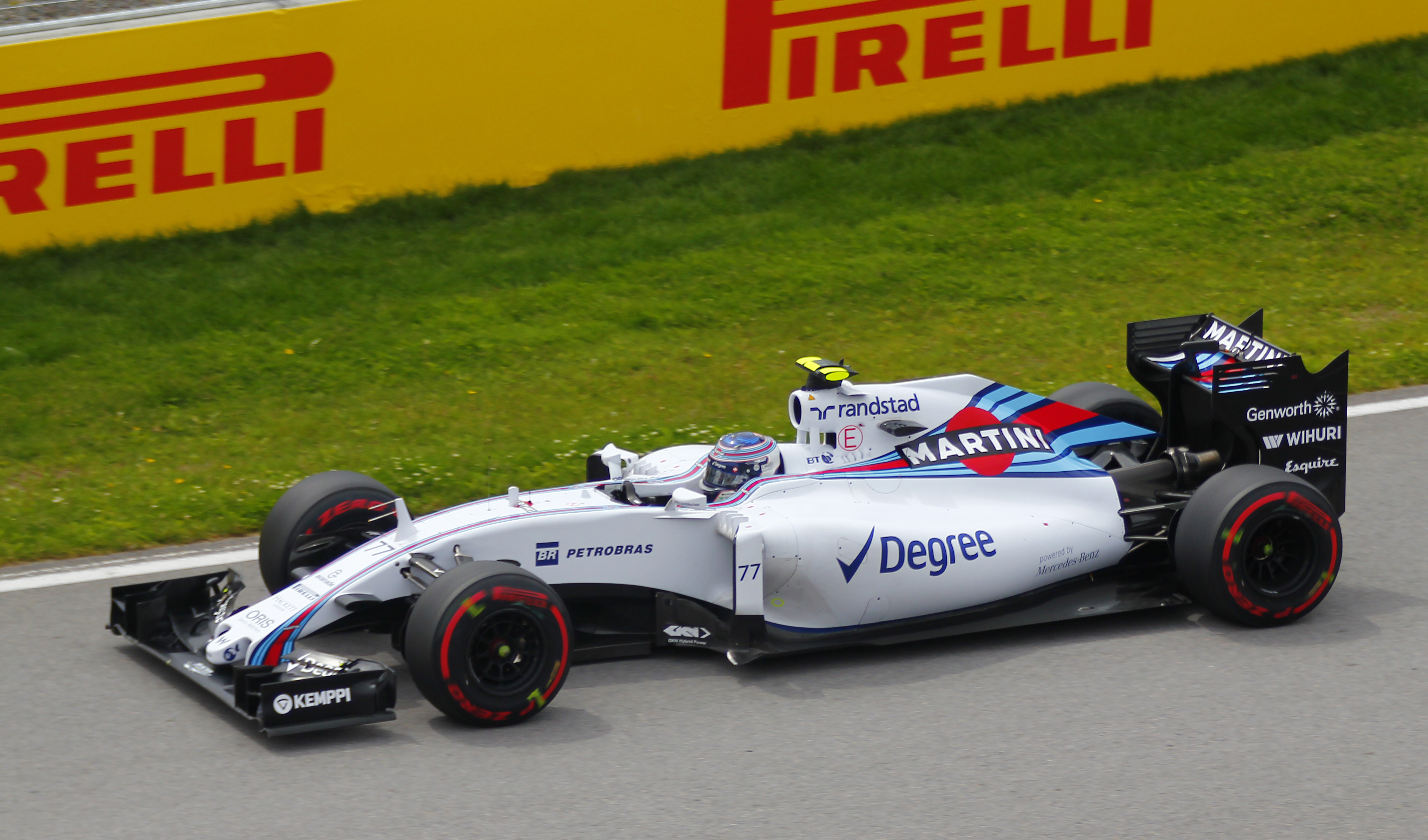
Valtteri Bottas au Grand Prix du Canada 2015.

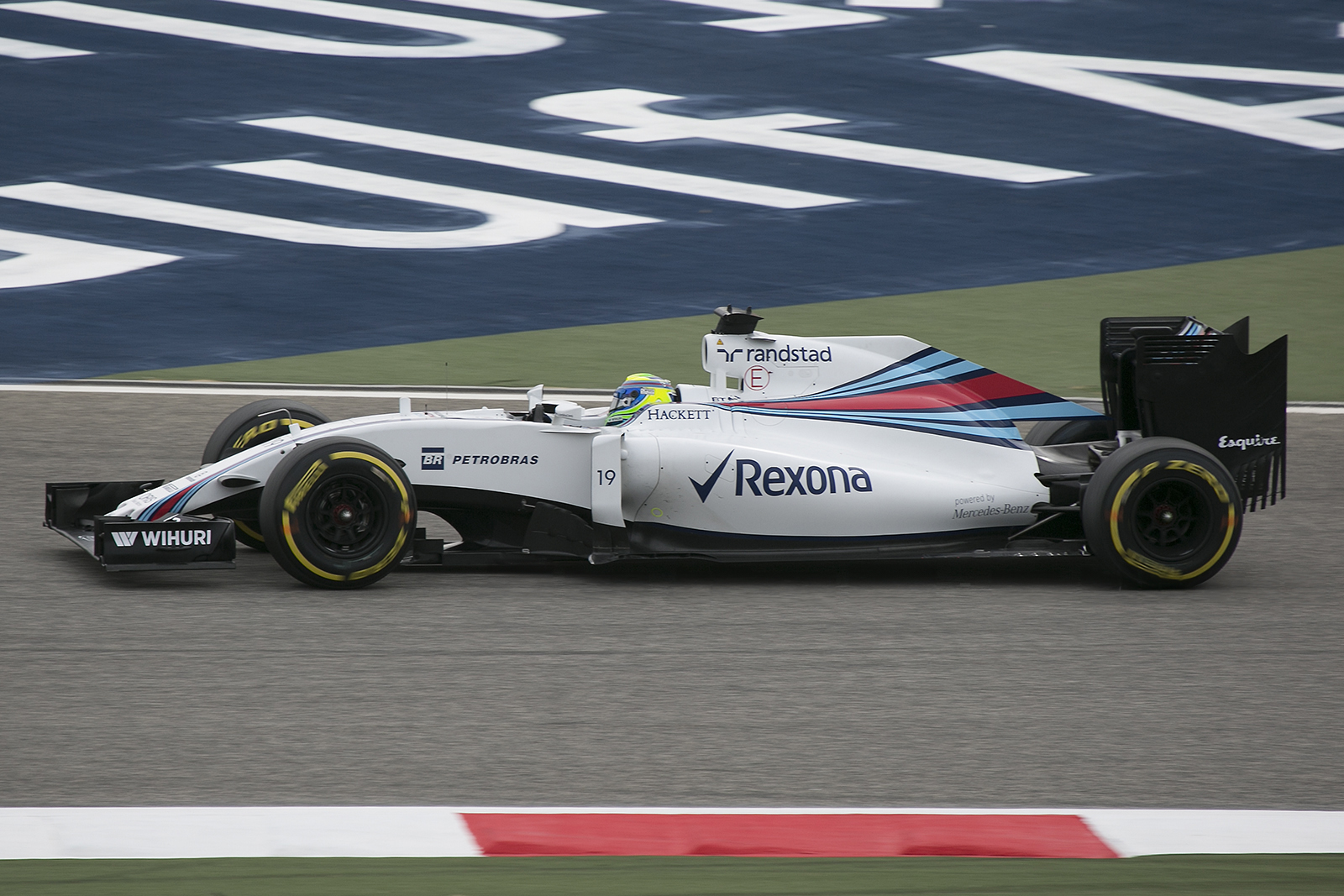
Felipe Massa au Grand Prix de Bahreïn 2016 avec la Williams FW38.

Ayant terminé la saison 2014 en tant que deuxième force derrière Mercedes, Williams a des ambitions pour 2015 mais s'avère dépassée dans la course à la deuxième place par Ferrari dès le début de saison. Les performances demeurent sensibles à celles de 2014, avec quatre podiums (deux pour Valtteri Bottas au Canada et au Mexique et deux pour Felipe Massa en Autriche et en Italie) et une victoire tutoyée de près en Grande-Bretagne. L'écurie se classe troisième du championnat des constructeurs, avec 257 points.
Le 26 novembre 2015, Lance Stroll, qui faisait partie de la Ferrari Driver Academy depuis 2010, devient pilote de développement pour l'écurie et rejoint son programme de jeunes pilotes. Quatre mois plus tard, Alex Lynn, qui a rejoint l'écurie en 2015 en tant que pilote de développement, conserve son rôle pour la saison 2016.
En 2016, Williams ne peut plus se mêler à la lutte avec Mercedes, Ferrari et Red Bull Racing. Si Bottas monte sur le podium au Canada, comme en 2015, l'écurie avec 138 points se classe à la cinquième place du championnat des constructeurs. En septembre, Massa annonce son retrait de la Formule 1 ; Stroll sera son remplaçant dès 2017,.

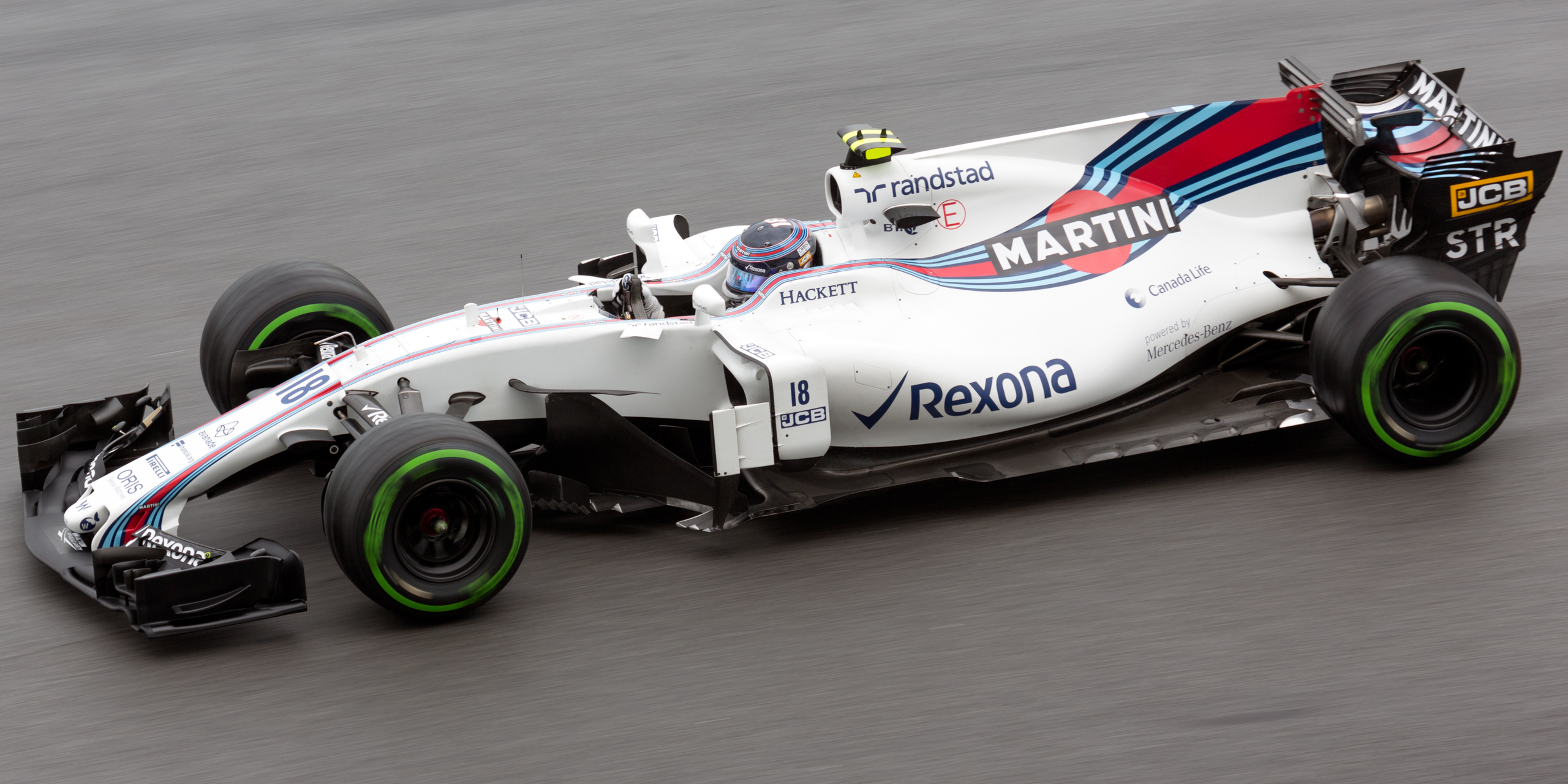
Lance Stroll sur la Williams FW40 au Grand Prix de Malaisie 2017

En janvier 2017, Paddy Lowe quitte Mercedes pour Williams où, au terme d'un préavis dont la durée n'est pas encore connue, il devient directeur exécutif : « J'ai passé trois années remplies de succès et très plaisantes chez Mercedes où j'ai travaillé avec une équipe incroyable. Je regarde maintenant vers l'avenir et un nouveau défi, et je souhaite le meilleur à tout le monde chez Mercedes ».
Du côté des pilotes, alors que Williams engage le novice canadien Lance Stroll pour piloter la FW40 en 2017, Felipe Massa quitte théoriquement la Formule 1 après avoir annoncé son départ à la retraite en septembre 2016. Le départ inattendu de Nico Rosberg, cinq jours après l'obtention de son premier titre mondial, change la donne puisque Mercedes Grand Prix choisit Valtteri Bottas pour le remplacer. Pour le libérer de son contrat, Williams souhaite faire sortir Massa de sa retraite. Le 16 janvier 2017, ces mouvements sont officialisés : Bottas rejoint les Flèches d'Argent pour faire équipe avec Lewis Hamilton et Massa dispute une saison supplémentaire avec Williams afin d'épauler Lance Stroll, pour un salaire de 6 millions d'euros financé en partie par Mercedes,.
La saison commence avec trois abandons consécutifs de Stroll alors que Massa obtient deux sixièmes places. Le Canadien inscrit ses premiers points pour son Grand Prix national puis, lors du Grand Prix d'Azerbaïdjan, monte sur son premier podium, le seul de la saison de l'écurie. Ce podium miraculeux ne reflète pas les performances réelles de l'écurie, qui, si elle avait pu se battre avec Force India pour la quatrième la saison précédente, est maintenant nettement dépassée par celle-ci. En Hongrie, Massa se retire en raison d'une maladie ; Paul di Resta le remplace et se qualifie en dix-neuvième position après trois ans d'absence. Le 4 novembre 2017, Massa annonce sa décision de se retirer de la Formule 1 à l'issue de la saison. L'écurie se classe, à nouveau, à la cinquième place au championnat des constructeurs, avec 83 points.

### 2018-2020: reléguée en fond de grille

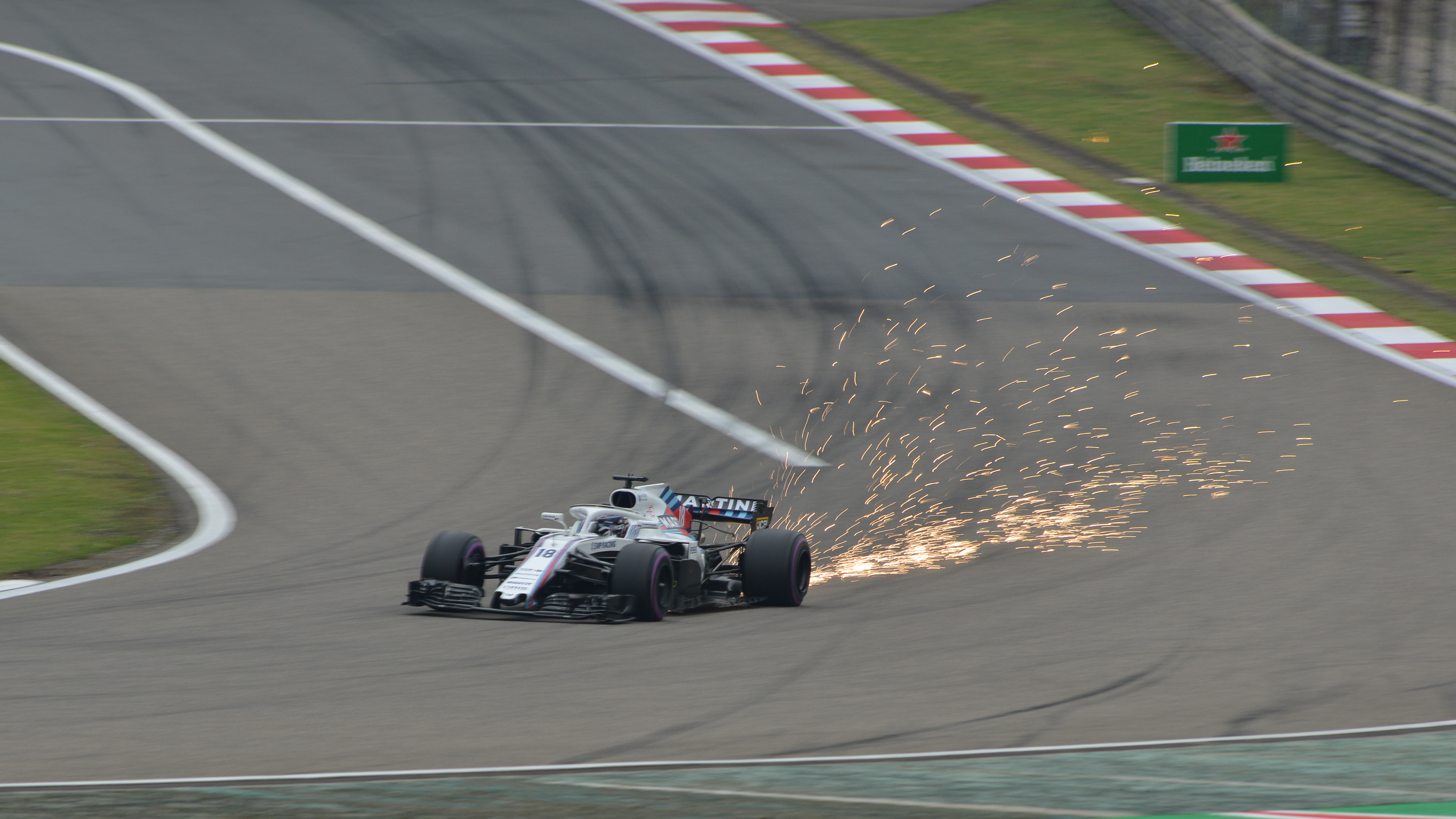
Lance Stroll sur la FW41 au Grand Prix de Chine 2018.

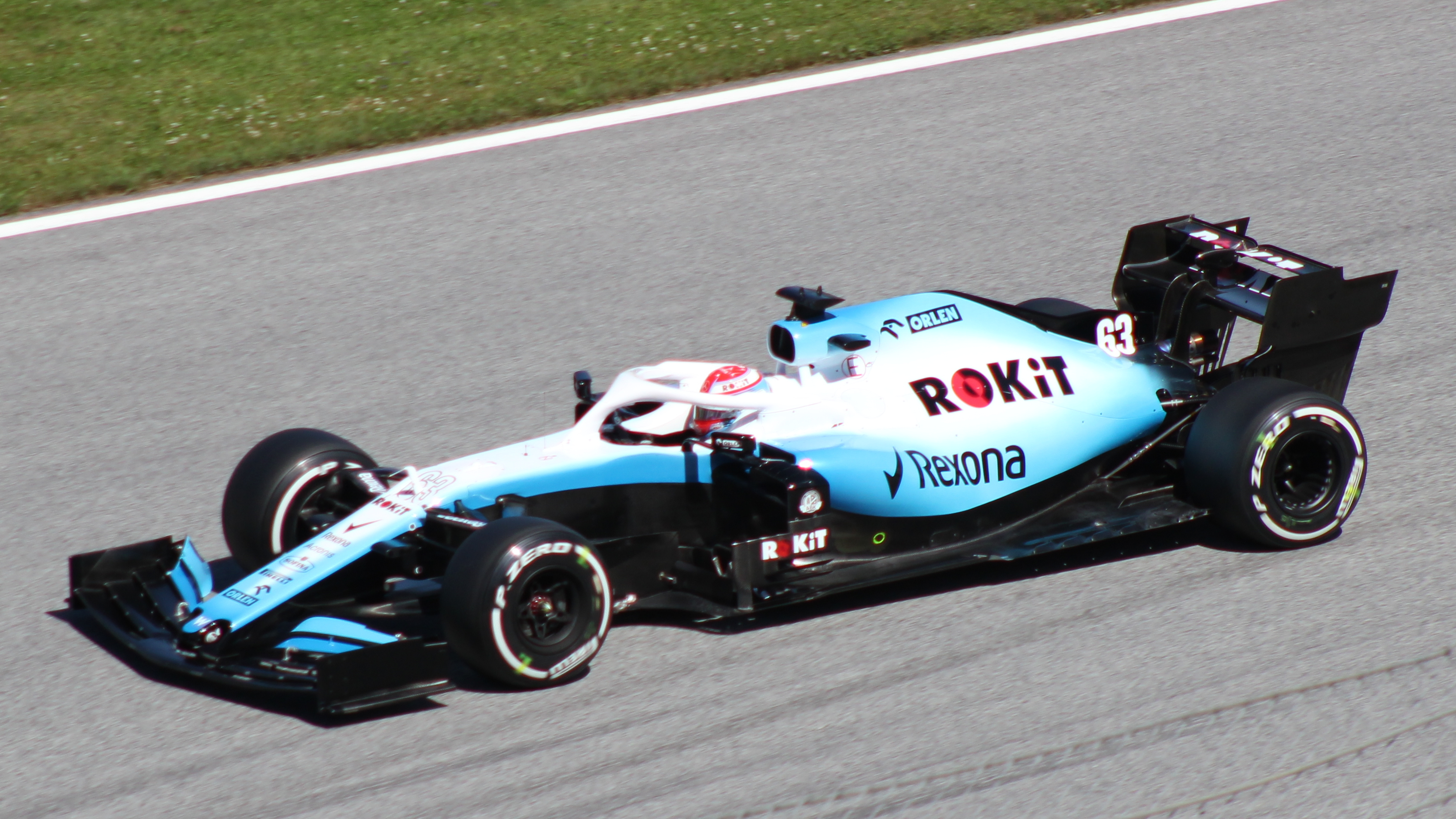
George Russell sur la FW42 au Grand Prix d'Autriche 2019.

Le 16 janvier 2018, l'écurie titularise Sergey Sirotkin aux côtés de Lance Stroll. Robert Kubica, confirmé en tant que pilote de développement et réserve, doit participer à plusieurs sessions d'essais libres et à des essais privés.
La saison est l'une des pires de l'écurie ; régulièrement en fond de grille, la FW41, peu performante, ne permet pas à ses pilotes de jouer les points à la régulière. Lance Stroll en inscrit quatre au Grand Prix d'Azerbaïdjan et au Grand Prix d'Italie où, grâce à la disqualification de Romain Grosjean, il récupère les deux points de la neuvième place et Sergey Sirotkin celui de la dixième place. L'écurie termine dernière du championnat avec sept points.
Le 22 novembre 2018, Williams annonce la titularisation de Robert Kubica aux côtés de George Russell, officialisé plus tôt dans la saison. En 2019, les voitures occupent les dernières places sur la grille de départ ainsi que les dernières places en course ; les FW42 concèdent en moyenne trois à quatre secondes au tour aux Mercedes, Ferrari et Red Bull, et entre une et deux secondes aux voitures des autres écuries. Malgré une bonne fiabilité, (Williams est la seule écurie à n'avoir connu aucun abandon après quatorze Grands Prix malgré la casse moteur de Kubica lors des qualifications en Belgique), Williams n'est en mesure de se battre contre aucune autre écurie. Robert Kubica, handicapé depuis son accident en rallye, est dominé par son équipier, au point de terminer à un tour de ce dernier en Autriche. Lors du Grand Prix d'Allemagne, Kubica, initialement classé douzième, est reclassé dixième après la pénalisation des pilotes d'Alfa Romeo Racing Kimi Räikkönen et Antonio Giovinazzi ; il inscrit le seul point de la saison de l'écurie. Le 19 septembre 2019, un communiqué commun de Williams et Kubica indique que le Polonais quitte l'écurie à la fin de la saison.
Lors du Grand Prix de Hongrie 2020, l'écurie hisse ses deux monoplaces en Q2 (George Russell 12e et Nicholas Latifi 15e) ce qui n'était plus arrivé depuis le Grand Prix d'Italie 2018. En course, Russell termine dix-huitième, devant son coéquipier qui termine à cinq tours du vainqueur. Lors du Grand Prix d'Émilie-Romagne 2020, George Russell est en mesure d'inscrire les premiers points de Williams mais une erreur de pilotage lui fait taper un muret et le contraint à l'abandon à onze tour de la fin de la course.
En 2020, Williams a ainsi terminé quatre fois à la porte de points en se classant onzième (Autriche, Italie, Toscane et Emilie Romagne) et n'en inscrira aucun pour la toute première fois de son histoire.

### 2020-2021: rachat de Williams par Dorilton Capital et retour sur le podium

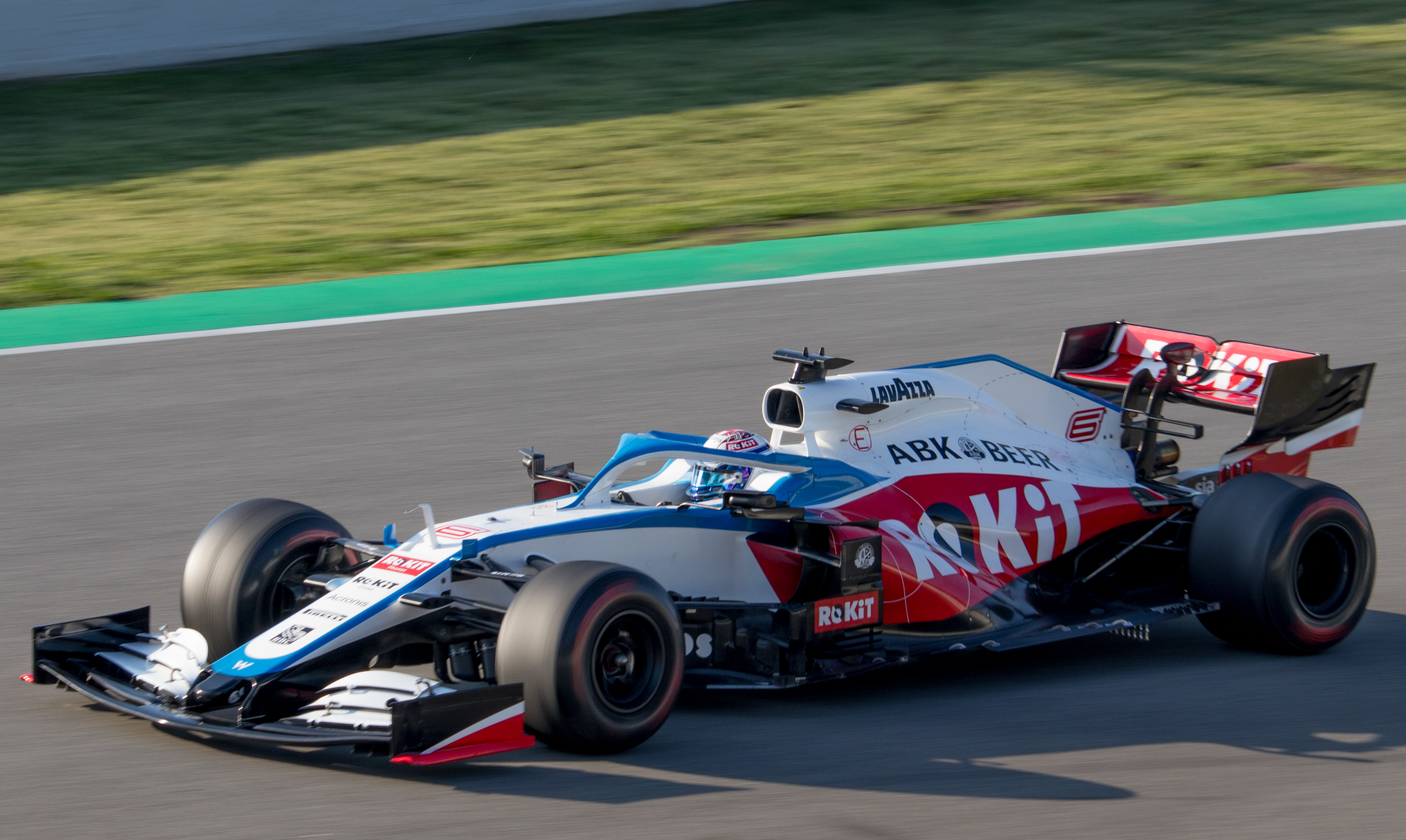
Nicholas Latifi au volant de la Williams FW43 avec sa livrée de pré saison lors des essais hivernaux à Barcelone.

Le 21 août 2020, Williams est rachetée par le fonds d'investissement américain Dorilton Capital. La structure conserve ses installations à Grove en Angleterre et sa dénomination. Le 3 septembre 2020, dans un message vidéo adressée « à tous nos adorables fans », Claire Williams annonce que sa famille se retire de la Formule 1 et qu'elle quittera son rôle de team principal de l'écurie dans la foulée du Grand Prix d'Italie à Monza : « Les temps ont été durs, la décision a été difficile à prendre. Notre stratégie nous a conduits à vendre l'écurie à Dorilton Capital. Nous savons qu'ils seront des grands propriétaires, ils ont un grand respect pour notre histoire et notre héritage. Ils continueront à courir avec le nom Williams. Et avec la puissance de feu financière dont ils disposent, je suis certaine qu'ils peuvent ramener cette équipe là où nous voulons la voir, c'est-à-dire sur le devant de la grille ».

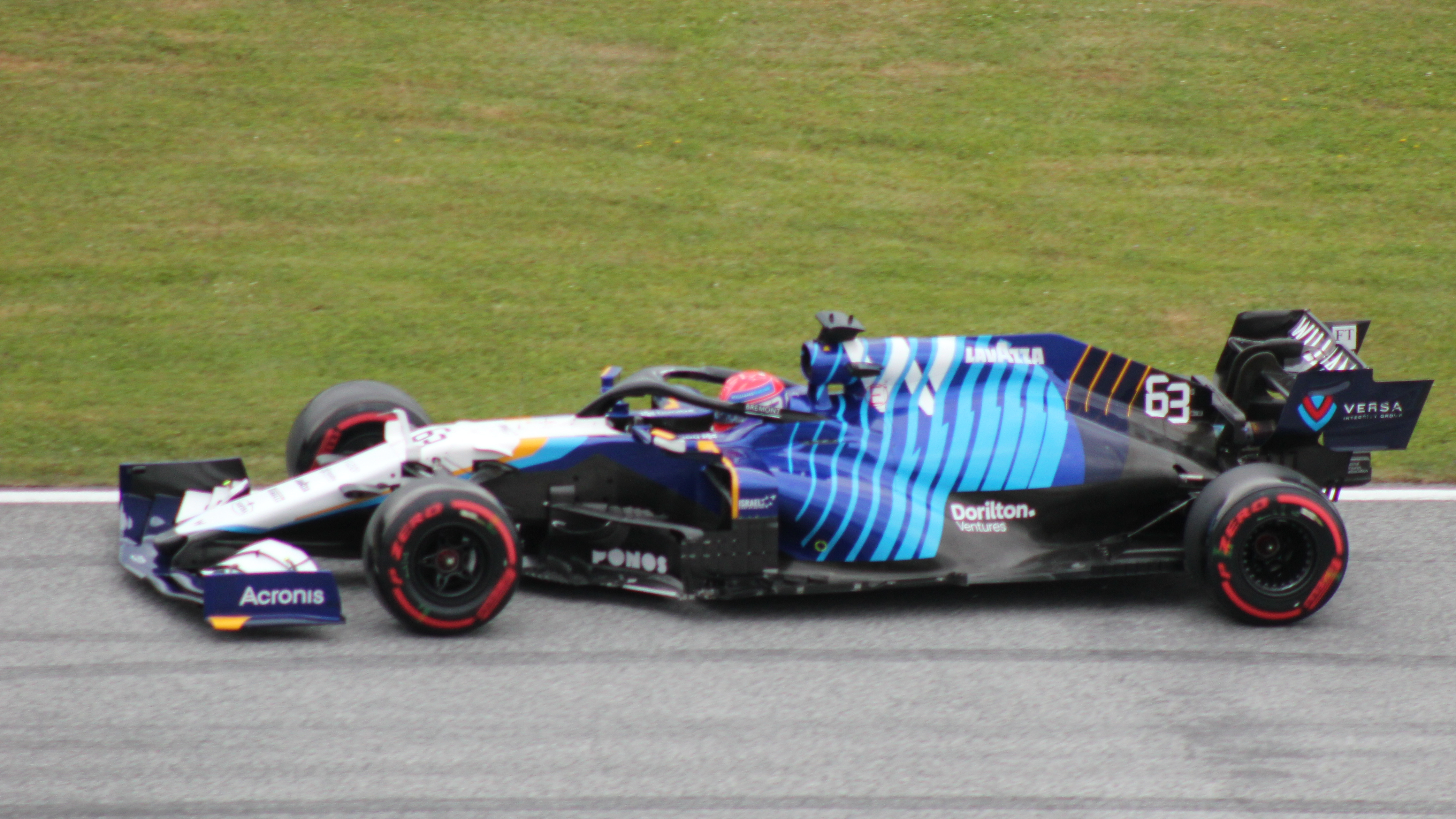
George Russell au volant de la Williams FW43B en Autriche.

Le duo George Russell et Nicholas Latifi est reconduit en 2021 ; l'écurie connaît des améliorations et peut se battre plus régulièrement pour la Q2 en qualification. Après plusieurs épisodes malchanceux à Imola, au Grand Prix de Styrie puis au Grand Prix d'Autriche où l'équipe pouvait espérer marquer quelques points, Williams obtient son meilleur résultat depuis 2017 lors du rocambolesque Grand Prix de Hongrie grâce aux dix points des septième et huitième places de Latifi et de Russell.
Deuxième des qualifications du Grand Prix de Belgique, George Russell permet à Williams de prendre son premier départ en première ligne depuis le Grand Prix d'Italie 2017 où Lance Stroll s'était élancé de la même position, profitant des déclassements de Max Verstappen et Daniel Ricciardo ; il s'agit du meilleur résultat en qualification d'une Williams depuis le Grand Prix d'Allemagne 2014 et la deuxième place de Valtteri Bottas. Deuxième d'une course d'un seul tour, Russell monte sur son premier podium dans la discipline et permet à Williams d'obtenir son premier podium depuis le Grand Prix automobile d'Azerbaïdjan 2017 tandis que Latifi prend le point attribué à la neuvième place. George Russell inscrit ensuite trois nouveaux points (neuvième en Italie, dixième en Russie).

### 2022: l'espoir de la nouvelle règlementation technique
2022 constitue un bouleversement technique et de nouvelles monoplaces sont étudiées pour réduire les perturbations aérodynamiques et faciliter les dépassements et le spectacle en piste. Alexander Albon remplace George Russell parti pour Mercedes tandis que Nicholas Latifi est prolongé.
L'écurie, qui ne dispose toujours que de faibles moyens, ne parvient pas à renverser les classements et les performances restent discrètes ; après treize courses, elle est dernière du championnat avec 3 points inscrits par Albon aux Grand Prix d'Australie et de Miami. Le 3 août, l'écurie prolonge Albon pour deux saisons supplémentaires. Sixième sur la grille de départ du Grand Prix de Belgique, Albon marque un nouveau point. Deux semaines plus tard, pour le Grand Prix d'Italie, Nyck de Vries le remplace au pied levé à partir de la troisième séance d'essais libres ; neuvième de la course pour son premier Grand Prix de Formule 1, il est élu « pilote du jour ». Plus tard, lors du Grand Prix du Japon, Nicholas Latifi inscrit les deux derniers points de la saison en ralliant la ligne d'arrivée à la neuvième place, à l'occasion d'une course disputée sous la pluie.
L'écurie termine la saison en dernière position avec 6 points, à près de 30 points du neuvième. Dès la mi-saison, la stratégie a été de s'orienter vers 2023, la course au développement de la monoplace 2022 étant fortement ralentie. Logan Sargeant est annoncé en remplacement de Nicholas Latifi.

### 2023: une nouvelle direction et un rebond
Alors même que le début de saison 2023 n'a pas commencé, Williams se réorganise. Deux ans après son rachat par Dorilton Capital, l'écurie se dote d'un nouveau directeur d'équipe, James Vowles qui remplace Jost Capito. Jusqu'alors, l'ingénieur britannique était responsable de la stratégie chez Mercedes avec qui il a remporté de nombreux Grands Prix. L'écurie est toujours sous l'égide de l'investisseur Dorilton mais est toujours limitée par le cap budgétaire qui impose une limite de dépenses. Williams ne peut donc pas transformer fondamentalement l'écurie pour rattraper son retard et poursuit la saison 2023 avec de maigres performances.
Mi-2023, Pat Fry, limogé par Alpine, prend la direction technique ; l'écurie termine septième du championnat avec une belle lutte contre les écuries Alfa Romeo et AlphaTauri.

### 2024
Williams reconduit son duo de pilotes de 2023 pour la saison 2024. Le 15 mai, l'écurie annonce la prolongation d'Albon pour plusieurs saisons, puis, le 29 juillet, officialise la venue de Carlos Sainz Jr. en 2025,. Albon inscrit la totalité des points de l'écurie en terminant en neuvième position à trois reprises (Monaco, Grande-Bretagne, Italie). 
Le 27 août, après le Grand Prix des Pays-Bas à Zandvoort, Williams annonce le remplacement de Logan Sargeant par l'Argentin Franco Colapinto jusqu'en fin de saison.

## Pilotes champions du monde sur Williams
- 1980 :  Alan Jones
- 1982 :  Keke Rosberg
- 1987 :  Nelson Piquet
- 1992 :  Nigel Mansell
- 1993 :  Alain Prost
- 1996 :  Damon Hill
- 1997 :  Jacques Villeneuve

## Résultats en championnat du monde de Formule 1
| Saison | Écurie                                       | Châssis                                 | Moteur              | Pneus             | Pilotes | Grands Prix disputés | Victoires | Pole positions | Meilleurs tours | Points inscrits | Classement |
| ------ | -------------------------------------------- | --------------------------------------- | ------------------- | ----------------- | --- | -------------------- | --------- | -------------- | --------------- | --------------- | ---------- |
| 1969   | Frank Williams Racing Cars                   | Brabham BT26A                           | Ford-Cosworth       | Dunlop            | Piers Courage | 10                   | 0         | 0              | 0               | 0               | Non engagé |
| 1970   | Frank Williams Racing Cars                   | De Tomaso 505                           | Ford-Cosworth       | Dunlop            | Piers Courage Brian Redman Tim Schenken | 11                   | 0         | 0              | 0               | 0               | Non engagé |
| 1971   | Frank Williams Racing Cars                   | March 701 March 711                     | Ford-Cosworth       | Firestone         | Henri Pescarolo Max Jean | 11                   | 0         | 0              | 0               | 0               | Non engagé |
| 1972   | Frank Williams Racing Cars                   | March 711 March 721 Politoys FX3        | Ford-Cosworth       | Goodyear          | Henri Pescarolo José Carlos Pace | 12                   | 0         | 0              | 0               | 0               | Non engagé |
| 1973   | Frank Williams Racing Cars                   | Iso-Marlboro FX3B Iso-Marlboro IR       | Ford-Cosworth       | Firestone         | Nanni Galli Howden Ganley Jackie Pretorius Tom Belsø Henri Pescarolo Graham McRae Gijs van Lennep Tim Schenken Jacky Ickx                                      | 15                   | 0         | 0              | 0               | 2               | 10e        |
| 1974   | Frank Williams Racing Cars                   | Iso-Marlboro FW                         | Ford-Cosworth       | Firestone         | Arturo Merzario Tom Belsø Gijs van Lennep Richard Robarts Jean-Pierre Jabouille Jacques Laffite                                                                | 15                   | 0         | 0              | 0               | 4               | 10e        |
| 1975   | Frank Williams Racing Cars                   | Williams FW                             | Ford-Cosworth       | Goodyear          | Arturo Merzario Jacques Laffite Tony Brise Ian Scheckter François Migault Ian Ashley Jo Vonlanthen Renzo Zorzi Loris Kessel Damien Magee                       | 12                   | 0         | 0              | 0               | 6               | 9e         |
| 1976   | Frank Williams Racing Cars                   | Williams FW Williams FW04 Williams FW05 | Ford-Cosworth       | Goodyear          | Arturo Merzario Jacques Laffite Lella Lombardi Renzo Zorzi Emilio Zapico Loris Kessel Jacky Ickx Michel Leclère Tom Belsø Chris Amon Warwick Brown Hans Binder | 13                   | 0         | 0              | 0               | 0               | Non classé |
| 1977   | Williams Grand Prix Engineering              | March 761                               | Ford-Cosworth       | Goodyear          | Patrick Nève | 11                   | 0         | 0              | 0               | 0               | Non engagé |
| 1978   | Williams Grand Prix Engineering              | Williams FW06                           | Ford-Cosworth       | Goodyear          | Alan Jones | 16                   | 0         | 0              | 2               | 11              | 9e         |
| 1979   | Albilad-Saudia Racing Team                   | Williams FW06 Williams FW07             | Ford-Cosworth       | Goodyear          | Alan Jones Clay Regazzoni | 15                   | 5         | 3              | 3               | 75              | 2e         |
| 1980   | Albilad-Williams Racing Team                 | Williams FW07 Williams FW07B            | Ford-Cosworth       | Goodyear          | Alan Jones Carlos Reutemann | 14                   | 6         | 3              | 6               | 120             | Champion   |
| 1981   | Albilad-Saudia Racing Team TAG Williams Team | Williams FW07C                          | Ford-Cosworth       | Michelin Goodyear | Alan Jones Carlos Reutemann | 15                   | 4         | 2              | 7               | 95              | Champion   |
| 1982   | TAG Williams Team                            | Williams FW07C Williams FW08            | Ford-Cosworth       | Goodyear          | Carlos Reutemann Keke Rosberg Mario Andretti Derek Daly | 15                   | 1         | 1              | 0               | 58              | 4e         |
| 1983   | TAG Williams Team                            | Williams FW08C Williams FW09            | Ford-Cosworth Honda | Goodyear          | Keke Rosberg Jacques Laffite Jonathan Palmer | 15                   | 1         | 1              | 0               | 38              | 4e         |
| 1984   | Williams Grand Prix Engineering              | Williams FW09 Williams FW09B            | Honda               | Goodyear          | Keke Rosberg Jacques Laffite | 16                   | 1         | 0              | 0               | 25,5            | 6e         |
| 1985   | Canon Williams Honda Team                    | Williams FW10                           | Honda               | Goodyear          | Nigel Mansell Keke Rosberg | 16                   | 4         | 3              | 4               | 71              | 3e         |
| 1986   | Canon Williams Honda Team                    | Williams FW11                           | Honda               | Goodyear          | Nigel Mansell Nelson Piquet | 16                   | 9         | 4              | 11              | 141             | Champion   |
| 1987   | Canon Williams Honda Team                    | Williams FW11B                          | Honda               | Goodyear          | Nigel Mansell Nelson Piquet Riccardo Patrese | 16                   | 9         | 12             | 7               | 137             | Champion   |
| 1988   | Canon Williams Team                          | Williams FW12                           | Judd                | Goodyear          | Nigel Mansell Riccardo Patrese Martin Brundle Jean-Louis Schlesser                                                                                             | 16                   | 0         | 0              | 1               | 20              | 7e         |
| 1989   | Canon Williams Team                          | Williams FW12C Williams FW13            | Renault             | Goodyear          | Thierry Boutsen Riccardo Patrese | 16                   | 2         | 1              | 1               | 77              | 2e         |
| 1990   | Canon Williams Team                          | Williams FW13B                          | Renault             | Goodyear          | Thierry Boutsen Riccardo Patrese | 16                   | 2         | 1              | 5               | 57              | 4e         |
| 1991   | Canon Williams Team                          | Williams FW14                           | Renault             | Goodyear          | Nigel Mansell Riccardo Patrese | 16                   | 7         | 6              | 8               | 125             | 2e         |
| 1992   | Canon Williams Team                          | Williams FW14B                          | Renault             | Goodyear          | Nigel Mansell Riccardo Patrese | 16                   | 10        | 15             | 11              | 164             | Champion   |
| 1993   | Canon Williams Team                          | Williams FW15C                          | Renault             | Goodyear          | Damon Hill Alain Prost | 16                   | 10        | 15             | 10              | 168             | Champion   |
| 1994   | Rothmans Williams Renault                    | Williams FW16 Williams FW16B            | Renault             | Goodyear          | Damon Hill Ayrton Senna David Coulthard Nigel Mansell | 16                   | 7         | 6              | 8               | 118             | Champion   |
| 1995   | Rothmans Williams Renault                    | Williams FW17 Williams FW17B            | Renault             | Goodyear          | Damon Hill David Coulthard | 17                   | 5         | 12             | 6               | 112             | 2e         |
| 1996   | Rothmans Williams Renault                    | Williams FW18                           | Renault             | Goodyear          | Damon Hill Jacques Villeneuve | 16                   | 12        | 12             | 11              | 175             | Champion   |
| 1997   | Rothmans Williams Renault                    | Williams FW19                           | Renault             | Goodyear          | Jacques Villeneuve Heinz-Harald Frentzen | 17                   | 8         | 11             | 9               | 123             | Champion   |
| 1998   | Winfield Williams                            | Williams FW20                           | Mecachrome          | Goodyear          | Jacques Villeneuve Heinz-Harald Frentzen | 16                   | 0         | 0              | 0               | 38              | 3e         |
| 1999   | Winfield Williams                            | Williams FW21                           | Supertec            | Bridgestone       | Ralf Schumacher Alessandro Zanardi | 16                   | 0         | 0              | 1               | 35              | 5e         |
| 2000   | BMW Williams F1 Team                         | Williams FW22                           | BMW                 | Bridgestone       | Ralf Schumacher Jenson Button | 17                   | 0         | 0              | 0               | 36              | 3e         |
| 2001   | BMW Williams F1 Team                         | Williams FW23                           | BMW                 | Michelin          | Ralf Schumacher Juan Pablo Montoya | 17                   | 4         | 4              | 8               | 80              | 3e         |
| 2002   | BMW Williams F1 Team                         | Williams FW24                           | BMW                 | Michelin          | Ralf Schumacher Juan Pablo Montoya | 17                   | 1         | 7              | 3               | 92              | 2e         |
| 2003   | BMW Williams F1 Team                         | Williams FW25                           | BMW                 | Michelin          | Ralf Schumacher Juan Pablo Montoya Marc Gené | 16                   | 4         | 4              | 4               | 144             | 2e         |
| 2004   | BMW Williams F1 Team                         | Williams FW26                           | BMW                 | Michelin          | Ralf Schumacher Juan Pablo Montoya Marc Gené Antônio Pizzonia                                                                                                  | 18                   | 1         | 1              | 2               | 88              | 4e         |
| 2005   | BMW Williams F1 Team                         | Williams FW27                           | BMW                 | Michelin          | Nick Heidfeld Mark Webber Antônio Pizzonia | 18                   | 0         | 1              | 0               | 66              | 5e         |
| 2006   | Williams F1 Team                             | Williams FW28                           | Cosworth            | Bridgestone       | Nico Rosberg Mark Webber | 18                   | 0         | 0              | 1               | 11              | 8e         |
| 2007   | AT&T Williams                                | Williams FW29                           | Toyota              | Bridgestone       | Nico Rosberg Alexander Wurz Kazuki Nakajima | 17                   | 0         | 0              | 0               | 33              | 4e         |
| 2008   | AT&T Williams                                | Williams FW30                           | Toyota              | Bridgestone       | Nico Rosberg Kazuki Nakajima | 18                   | 0         | 0              | 0               | 26              | 8e         |
| 2009   | AT&T Williams                                | Williams FW31                           | Toyota              | Bridgestone       | Nico Rosberg Kazuki Nakajima | 17                   | 0         | 0              | 1               | 34,5            | 7e         |
| 2010   | AT&T Williams                                | Williams FW32                           | Cosworth            | Bridgestone       | Nico Hülkenberg Rubens Barrichello | 19                   | 0         | 1              | 0               | 69              | 6e         |
| 2011   | AT&T Williams                                | Williams FW33                           | Cosworth            | Pirelli           | Rubens Barrichello Pastor Maldonado | 19                   | 0         | 0              | 0               | 5               | 9e         |
| 2012   | Williams F1 Team                             | Williams FW34                           | Renault             | Pirelli           | Pastor Maldonado Bruno Senna | 20                   | 1         | 1              | 1               | 76              | 8e         |
| 2013   | Williams F1 Team                             | Williams FW35                           | Renault             | Pirelli           | Pastor Maldonado Valtteri Bottas | 19                   | 0         | 0              | 0               | 5               | 9e         |
| 2014   | Williams Martini Racing                      | Williams FW36                           | Mercedes            | Pirelli           | Felipe Massa Valtteri Bottas | 19                   | 0         | 1              | 2               | 320             | 3e         |
| 2015   | Williams Martini Racing                      | Williams FW37                           | Mercedes            | Pirelli           | Felipe Massa Valtteri Bottas | 19                   | 0         | 0              | 0               | 257             | 3e         |
| 2016   | Williams Martini Racing                      | Williams FW38                           | Mercedes            | Pirelli           | Felipe Massa Valtteri Bottas | 21                   | 0         | 0              | 0               | 138             | 5e         |
| 2017   | Williams Martini Racing                      | Williams FW40                           | Mercedes            | Pirelli           | Lance Stroll Felipe Massa Paul di Resta | 20                   | 0         | 0              | 0               | 83              | 5e         |
| 2018   | Williams Martini Racing                      | Williams FW41                           | Mercedes            | Pirelli           | Lance Stroll Sergey Sirotkin | 21                   | 0         | 0              | 0               | 7               | 10e        |
| 2019   | ROKiT Williams Racing                        | Williams FW42                           | Mercedes            | Pirelli           | Robert Kubica George Russell | 21                   | 0         | 0              | 0               | 1               | 10e        |
| 2020   | Williams Racing                              | Williams FW43                           | Mercedes            | Pirelli           | George Russell Nicholas Latifi Jack Aitken | 17                   | 0         | 0              | 0               | 0               | 10e        |
| 2021   | Williams Racing                              | Williams FW43B                          | Mercedes            | Pirelli           | George Russell Nicholas Latifi | 22                   | 0         | 0              | 0               | 23              | 8e         |
| 2022   | Williams Racing                              | Williams FW44                           | Mercedes            | Pirelli           | Nicholas Latifi Alexander Albon Nyck de Vries | 22                   | 0         | 0              | 0               | 8               | 10e        |
| 2023   | Williams Racing                              | Williams FW45                           | Mercedes            | Pirelli           | Alexander Albon Logan Sargeant | 22                   | 0         | 0              | 0               | 28              | 7e         |
| 2024   | Williams Racing                              | Williams FW46                           | Mercedes            | Pirelli           | Alexander Albon Logan Sargeant Franco Colapinto | 24                   | 0         | 0              | 0               | 17              | 9e         |
| 2025   | Atlassian Williams Racing                    | Williams FW47                           | Mercedes            | Pirelli           | Alexander Albon Carlos Sainz Jr. | 0                    | 0         | 0              | 0               | 0               | e          |

| Saison | Écurie                                              | Châssis                      | Moteur                                      | Pneumatiques | Pilotes               | Courses | Courses | Courses | Courses | Courses | Courses | Courses | Courses | Courses | Courses | Courses | Courses | Courses | Courses | Courses | Courses | Courses | Courses | Courses | Courses | Courses | Courses | Courses | Courses | Points inscrits | Classement |
| Saison | Écurie                                              | Châssis                      | Moteur                                      | Pneumatiques | Pilotes               | 1       | 2       | 3       | 4       | 5       | 6       | 7       | 8       | 9       | 10      | 11      | 12      | 13      | 14      | 15      | 16      | 17      | 18      | 19      | 20      | 21      | 22      | 23      | 24      | Points inscrits | Classement |
| --- | --------------------------------------------------- | ---------------------------- | ------------------------------------------- | ------------ | --------------------- | ------- | ------- | ------- | ------- | ------- | ------- | ------- | ------- | ------- | ------- | ------- | ------- | ------- | ------- | ------- | ------- | ------- | ------- | ------- | ------- | ------- | ------- | ------- | ------- | --------------- | ---------- |
| 1977 | Williams Grand Prix Engineering                     | March 761                    | Ford Cosworth V8 DFV                        | G            |                       | ARG     | BRE     | AFS     | USO     | ESP     | MON     | BEL     | SUE     | FRA     | GBR     | ALL     | AUT     | P-B     | ITA     | USE     | CAN     | JAP     |         |         |         |         |         |         |         | 0               | non engagé |
| 1977 | Williams Grand Prix Engineering                     | March 761                    | Ford Cosworth V8 DFV                        | G            | Patrick Nève          |         |         |         |         | 12e     |         | 10e     | 15e     | Nq.     | 10e     | Nq.     | 9e      | Nq.     | 7e      | 18e     | Abd.    |         |         |         |         |         |         |         |         | 0               | non engagé |
| 1978 | Williams Grand Prix Engineering                     | Williams FW06                | Ford Cosworth V8 DFV                        | G            |                       | ARG     | BRE     | AFS     | USO     | MON     | BEL     | ESP     | SUE     | FRA     | GBR     | ALL     | AUT     | P-B     | ITA     | USE     | CAN     |         |         |         |         |         |         |         |         | 11              | 9e         |
| 1978 | Williams Grand Prix Engineering                     | Williams FW06                | Ford Cosworth V8 DFV                        | G            | Alan Jones            | Abd.    | 14e     | 4e      | 7e      | Abd.    | 10e     | 8e      | Abd.    | 5e      | Abd.    | Abd.    | Abd.    | Abd.    | 13e     | 2e      | 9e      |         |         |         |         |         |         |         |         | 11              | 9e         |
| 1979 | Albilad-Saudia Racing Team                          | Williams FW06 Williams FW07  | Ford Cosworth V8 DFV                        | G            |                       | ARG     | BRE     | AFS     | USO     | ESP     | BEL     | MON     | FRA     | GBR     | ALL     | AUT     | P-B     | ITA     | CAN     | USE     |         |         |         |         |         |         |         |         |         | 75              | 2e         |
| 1979 | Albilad-Saudia Racing Team                          | Williams FW06 Williams FW07  | Ford Cosworth V8 DFV                        | G            | Alan Jones            | 9e      | Abd.    | Abd.    | 3e      | Abd.    | Abd.    | Abd.    | 4e      | Abd.    | 1er     | 1er     | 1er     | 9e      | 1er     | Abd.    |         |         |         |         |         |         |         |         |         | 75              | 2e         |
| 1979 | Albilad-Saudia Racing Team                          | Williams FW06 Williams FW07  | Ford Cosworth V8 DFV                        | G            | Clay Regazzoni        | 10e     | 15e     | 9e      | Abd.    | Abd.    | Abd.    | 2e      | 6e      | 1er     | 2e      | 5e      | Abd.    | 3e      | 3e      | Abd.    |         |         |         |         |         |         |         |         |         | 75              | 2e         |
| 1980 | Albilad-Saudia Racing Team                          | Williams FW07B               | Ford Cosworth V8 DFV                        | G            |                       | ARG     | BRE     | AFS     | USO     | BEL     | MON     | FRA     | GBR     | ALL     | AUT     | P-B     | ITA     | CAN     | USE     |         |         |         |         |         |         |         |         |         |         | 120             | Champion   |
| 1980 | Albilad-Saudia Racing Team                          | Williams FW07B               | Ford Cosworth V8 DFV                        | G            | Alan Jones            | 1er     | 3e      | Abd.    | Abd.    | 2e      | Abd.    | 1er     | 1er     | 3e      | 2e      | 11e     | 2e      | 1er     | 1er     |         |         |         |         |         |         |         |         |         |         | 120             | Champion   |
| 1980 | Albilad-Saudia Racing Team                          | Williams FW07B               | Ford Cosworth V8 DFV                        | G            | Carlos Reutemann      | Abd.    | Abd.    | 5e      | Abd.    | 3e      | 1er     | 6e      | 3e      | 2e      | 3e      | 4e      | 3e      | 2e      | 2e      |         |         |         |         |         |         |         |         |         |         | 120             | Champion   |
| 1981 | Albilad-Saudia Racing Team TAG Williams Racing Team | Williams FW07C               | Ford Cosworth V8 DFV                        | M G          |                       | USO     | BRE     | ARG     | SMR     | BEL     | MON     | ESP     | FRA     | GBR     | ALL     | AUT     | P-B     | ITA     | CAN     | LSV     |         |         |         |         |         |         |         |         |         | 95              | Champion   |
| 1981 | Albilad-Saudia Racing Team TAG Williams Racing Team | Williams FW07C               | Ford Cosworth V8 DFV                        | M G          | Alan Jones            | 1er     | 2e      | 4e      | 12e     | Abd.    | 2e      | 7e      | 17e     | Abd.    | 11e     | 4e      | 3e      | 2e      | Abd.    | 1er     |         |         |         |         |         |         |         |         |         | 95              | Champion   |
| 1981 | Albilad-Saudia Racing Team TAG Williams Racing Team | Williams FW07C               | Ford Cosworth V8 DFV                        | M G          | Carlos Reutemann      | 2e      | 1er     | 2e      | 3e      | 1er     | Abd.    | 4e      | 10e     | 2e      | Abd.    | 5e      | Abd.    | 3e      | 10e     | 8e      |         |         |         |         |         |         |         |         |         | 95              | Champion   |
| 1982 | TAG Williams Racing Team                            | Williams FW07C Williams FW08 | Ford Cosworth V8 DFV                        | G            |                       | AFS     | BRE     | USO     | SMR     | BEL     | MON     | USE     | CAN     | P-B     | GBR     | FRA     | ALL     | AUT     | SUI     | ITA     | LSV     |         |         |         |         |         |         |         |         | 58              | 4e         |
| 1982 | TAG Williams Racing Team                            | Williams FW07C Williams FW08 | Ford Cosworth V8 DFV                        | G            | Carlos Reutemann      | 2e      | Abd.    |         |         |         |         |         |         |         |         |         |         |         |         |         |         |         |         |         |         |         |         |         |         | 58              | 4e         |
| 1982 | TAG Williams Racing Team                            | Williams FW07C Williams FW08 | Ford Cosworth V8 DFV                        | G            | Mario Andretti        |         |         | Abd.    |         |         |         |         |         |         |         |         |         |         |         |         |         |         |         |         |         |         |         |         |         | 58              | 4e         |
| 1982 | TAG Williams Racing Team                            | Williams FW07C Williams FW08 | Ford Cosworth V8 DFV                        | G            | Derek Daly            |         |         |         |         | Abd.    | Abd.    | 5e      | Abd.    | 5e      | 5e      | 7e      | Abd.    | Abd.    | 9e      | Abd.    | 6e      |         |         |         |         |         |         |         |         | 58              | 4e         |
| 1982 | TAG Williams Racing Team                            | Williams FW07C Williams FW08 | Ford Cosworth V8 DFV                        | G            | Keke Rosberg          | 5e      | Dsq.    | 2e      |         | 2e      | Abd.    | 4e      | Abd.    | 3e      | Abd.    | 5e      | 3e      | 2e      | 1er     | 8e      | 5e      |         |         |         |         |         |         |         |         | 58              | 4e         |
| 1983 | TAG Williams Racing Team                            | Williams FW08C               | Ford Cosworth V8 DFV                        | G            |                       | BRE     | EUO     | FRA     | SMR     | BEL     | MON     | EUE     | CAN     | GBR     | ALL     | AUT     | P-B     | ITA     | EUR     | AFS     |         |         |         |         |         |         |         |         |         | 38              | 4e         |
| 1983 | TAG Williams Racing Team                            | Williams FW08C               | Ford Cosworth V8 DFV                        | G            | Keke Rosberg          | Dsq.    | Abd.    | 5e      | 4e      | 1er     | 5e      | 2e      | 4e      | 11e     | 10e     | 8e      | Abd.    | 11e     | Abd.    | 5e      |         |         |         |         |         |         |         |         |         | 38              | 4e         |
| 1983 | TAG Williams Racing Team                            | Williams FW08C               | Ford Cosworth V8 DFV                        | G            | Jacques Laffite       | 4e      | 4e      | 6e      | 7e      | Abd.    | 6e      | 5e      | Abd.    | 6e      | 12e     | Abd.    | Abd.    | Nq.     | Nq.     | Abd.    |         |         |         |         |         |         |         |         |         | 38              | 4e         |
| 1983 | TAG Williams Racing Team                            | Williams FW08C               | Ford Cosworth V8 DFV                        | G            | Jonathan Palmer       |         |         |         |         |         |         |         |         |         |         |         |         |         | 13e     |         |         |         |         |         |         |         |         |         |         | 38              | 4e         |
| 1984 | Williams Grand Prix Engineering                     | Williams FW09 Williams FW09B | Honda V6 turbo RA163E                       | G            |                       | BRE     | AFS     | BEL     | SMR     | FRA     | MON**   | CAN     | DET     | DAL     | GBR     | ALL     | AUT     | P-B     | ITA     | EUR     | POR     |         |         |         |         |         |         |         |         | 25,5            | 6e         |
| 1984 | Williams Grand Prix Engineering                     | Williams FW09 Williams FW09B | Honda V6 turbo RA163E                       | G            | Keke Rosberg          | 2e      | Abd.    | 4e      | Abd.    | 6e      | 4e      | Abd.    | Abd.    | 1er     | Abd.    | Abd.    | Abd.    | 8e      | Abd.    | Abd.    | Abd.    |         |         |         |         |         |         |         |         | 25,5            | 6e         |
| 1984 | Williams Grand Prix Engineering                     | Williams FW09 Williams FW09B | Honda V6 turbo RA163E                       | G            | Jacques Laffite       | Abd.    | Abd.    | Abd.    | Abd.    | 8e      | 8e      | Abd.    | 5e      | 4e      | Abd.    | Abd.    | Abd.    | Abd.    | Abd.    | Abd.    | 14e     |         |         |         |         |         |         |         |         | 25,5            | 6e         |
| 1985 | Canon Williams Honda Team                           | Williams FW10                | Honda V6 turbo RA163E                       | G            |                       | BRE     | POR     | SMR     | MON     | CAN     | DET     | FRA     | GBR     | ALL     | AUT     | P-B     | ITA     | BEL     | EUR     | AFS     | AUS     |         |         |         |         |         |         |         |         | 71              | 3e         |
| 1985 | Canon Williams Honda Team                           | Williams FW10                | Honda V6 turbo RA163E                       | G            | Nigel Mansell         | Abd.    | 5e      | 5e      | 7e      | 6e      | Abd.    | Np.     | Abd.    | 6e      | Abd.    | 6e      | 11e     | 2e      | 1er     | 1er     | Abd.    |         |         |         |         |         |         |         |         | 71              | 3e         |
| 1985 | Canon Williams Honda Team                           | Williams FW10                | Honda V6 turbo RA163E                       | G            | Keke Rosberg          | Abd.    | Abd.    | Abd.    | 8e      | 4e      | 1er     | 2e      | Abd.    | 12e     | Abd.    | Abd.    | Abd.    | 4e      | 3e      | 2e      | 1er     |         |         |         |         |         |         |         |         | 71              | 3e         |
| 1986 | Canon Williams Honda Team                           | Williams FW11                | Honda V6 turbo RA166E                       | G            |                       | BRE     | ESP     | SMR     | MON     | BEL     | CAN     | DET     | FRA     | GBR     | ALL     | HON     | AUT     | ITA     | POR     | MEX     | AUS     |         |         |         |         |         |         |         |         | 141             | Champion   |
| 1986 | Canon Williams Honda Team                           | Williams FW11                | Honda V6 turbo RA166E                       | G            | Nigel Mansell         | Abd.    | 2e      | Abd.    | 4e      | 1er     | 1er     | 5e      | 1er     | 1er     | 3e      | 3e      | Abd.    | 2e      | 1er     | 5e      | Abd.    |         |         |         |         |         |         |         |         | 141             | Champion   |
| 1986 | Canon Williams Honda Team                           | Williams FW11                | Honda V6 turbo RA166E                       | G            | Nelson Piquet         | 1er     | Abd.    | 2e      | 7e      | Abd.    | 3e      | Abd.    | 3e      | 2e      | 1er     | 1er     | Abd.    | 1er     | 3e      | 4e      | 2e      |         |         |         |         |         |         |         |         | 141             | Champion   |
| 1987 | Canon Williams Honda Team                           | Williams FW11B               | Honda V6 turbo RA167E                       | G            |                       | BRE     | SMR     | BEL     | MON     | DET     | FRA     | GBR     | ALL     | HON     | AUT     | ITA     | POR     | ESP     | MEX     | JAP     | AUS     |         |         |         |         |         |         |         |         | 137             | Champion   |
| 1987 | Canon Williams Honda Team                           | Williams FW11B               | Honda V6 turbo RA167E                       | G            | Nigel Mansell         | 6e      | 1er     | Abd.    | Abd.    | 5e      | 1er     | 1er     | Abd.    | 14e     | 1er     | 3e      | Abd.    | 1er     | 1er     | Np.     |         |         |         |         |         |         |         |         |         | 137             | Champion   |
| 1987 | Canon Williams Honda Team                           | Williams FW11B               | Honda V6 turbo RA167E                       | G            | Nelson Piquet         | 2e      | Np.     | Abd.    | 2e      | 2e      | 2e      | 2e      | 1er     | 1er     | 2e      | 1er     | 3e      | 4e      | 2e      | 15e     | Abd.    |         |         |         |         |         |         |         |         | 137             | Champion   |
| 1987 | Canon Williams Honda Team                           | Williams FW11B               | Honda V6 turbo RA167E                       | G            | Riccardo Patrese      |         |         |         |         |         |         |         |         |         |         |         |         |         |         |         | 9e      |         |         |         |         |         |         |         |         | 137             | Champion   |
| 1988 | Canon Williams Team                                 | Williams FW12                | Judd V8 CV                                  | G            |                       | BRE     | SMR     | MON     | MEX     | CAN     | DET     | FRA     | GBR     | ALL     | HON     | BEL     | ITA     | POR     | ESP     | JAP     | AUS     |         |         |         |         |         |         |         |         | 20              | 7e         |
| 1988 | Canon Williams Team                                 | Williams FW12                | Judd V8 CV                                  | G            | Nigel Mansell         | Abd.    | Abd.    | Abd.    | Abd.    | Abd.    | Abd.    | Abd.    | 2e      | Abd.    | Abd.    |         |         | Abd.    | 2e      | Abd.    | Abd.    |         |         |         |         |         |         |         |         | 20              | 7e         |
| 1988 | Canon Williams Team                                 | Williams FW12                | Judd V8 CV                                  | G            | Martin Brundle        |         |         |         |         |         |         |         |         |         |         | 7e      |         |         |         |         |         |         |         |         |         |         |         |         |         | 20              | 7e         |
| 1988 | Canon Williams Team                                 | Williams FW12                | Judd V8 CV                                  | G            | Jean-Louis Schlesser  |         |         |         |         |         |         |         |         |         |         |         | 11e     |         |         |         |         |         |         |         |         |         |         |         |         | 20              | 7e         |
| 1988 | Canon Williams Team                                 | Williams FW12                | Judd V8 CV                                  | G            | Riccardo Patrese      | Abd.    | 13e     | 6e      | Abd.    | Abd.    | Abd.    | Abd.    | 8e      | Abd.    | 6e      | Abd.    | 7e      | Abd.    | 5e      | 6e      | 4e      |         |         |         |         |         |         |         |         | 20              | 7e         |
| 1989 | Canon Williams Team                                 | Williams FW12C Williams FW13 | Renault V10 RS1                             | G            |                       | BRE     | SMR     | MON     | MEX     | CAN     | DET     | FRA     | GBR     | ALL     | HON     | BEL     | ITA     | POR     | ESP     | JAP     | AUS     |         |         |         |         |         |         |         |         | 77              | 2e         |
| 1989 | Canon Williams Team                                 | Williams FW12C Williams FW13 | Renault V10 RS1                             | G            | Thierry Boutsen       | Abd.    | 4e      | 10e     | Abd.    | 6e      | 1er     | Abd.    | 10e     | Abd.    | 3e      | 4e      | 3e      | Abd.    | Abd.    | 3e      | 1er     |         |         |         |         |         |         |         |         | 77              | 2e         |
| 1989 | Canon Williams Team                                 | Williams FW12C Williams FW13 | Renault V10 RS1                             | G            | Riccardo Patrese      | 15e     | Abd.    | 15e     | 2e      | 2e      | 2e      | 3e      | Abd.    | 4e      | Abd.    | Abd.    | 4e      | Abd.    | 5e      | 2e      | 3e      |         |         |         |         |         |         |         |         | 77              | 2e         |
| 1990 | Canon Williams Team                                 | Williams FW13B               | Renault V10 RS2                             | G            |                       | USA     | BRE     | SMR     | MON     | CAN     | MEX     | FRA     | GBR     | ALL     | HON     | BEL     | ITA     | POR     | ESP     | JAP     | AUS     |         |         |         |         |         |         |         |         | 57              | 4e         |
| 1990 | Canon Williams Team                                 | Williams FW13B               | Renault V10 RS2                             | G            | Thierry Boutsen       | 3e      | 5e      | Abd.    | 4e      | Abd.    | 5e      | Abd.    | 2e      | 6e      | 1er     | Abd.    | Abd.    | Abd.    | 4e      | 5e      | 5e      |         |         |         |         |         |         |         |         | 57              | 4e         |
| 1990 | Canon Williams Team                                 | Williams FW13B               | Renault V10 RS2                             | G            | Riccardo Patrese      | 9e      | 13e     | 1er     | Abd.    | Abd.    | 9e      | 6e      | Abd.    | 5e      | 4e      | Abd.    | 5e      | 7e      | 5e      | 4e      | 6e      |         |         |         |         |         |         |         |         | 57              | 4e         |
| 1991 | Canon Williams Team                                 | Williams FW14                | Renault V10 RS3                             | G            |                       | USA     | BRE     | SMR     | MON     | CAN     | MEX     | FRA     | GBR     | ALL     | HON     | BEL     | ITA     | POR     | ESP     | JAP     | AUS     |         |         |         |         |         |         |         |         | 125             | 2e         |
| 1991 | Canon Williams Team                                 | Williams FW14                | Renault V10 RS3                             | G            | Nigel Mansell         | Abd.    | Abd.    | Abd.    | 2e      | 6e      | 2e      | 1er     | 1er     | 1er     | 2e      | Abd.    | 1er     | Dsq.    | 1er     | Abd.    | 2e      |         |         |         |         |         |         |         |         | 125             | 2e         |
| 1991 | Canon Williams Team                                 | Williams FW14                | Renault V10 RS3                             | G            | Riccardo Patrese      | Abd.    | 2e      | Abd.    | Abd.    | 3e      | 1er     | 5e      | Abd.    | 2e      | 3e      | 5e      | Abd.    | 1er     | 3e      | 3e      | 5e      |         |         |         |         |         |         |         |         | 125             | 2e         |
| 1992 | Canon Williams Team                                 | Williams FW14B               | Renault V10 RS4                             | G            |                       | AFS     | MEX     | BRE     | ESP     | SMR     | MON     | CAN     | FRA     | GBR     | ALL     | HON     | BEL     | ITA     | POR     | JAP     | AUS     |         |         |         |         |         |         |         |         | 164             | Champion   |
| 1992 | Canon Williams Team                                 | Williams FW14B               | Renault V10 RS4                             | G            | Nigel Mansell         | 1er     | 1er     | 1er     | 1er     | 1er     | 2e      | Abd.    | 1er     | 1er     | 1er     | 2e      | 2e      | Abd.    | 1er     | Abd.    | Abd.    |         |         |         |         |         |         |         |         | 164             | Champion   |
| 1992 | Canon Williams Team                                 | Williams FW14B               | Renault V10 RS4                             | G            | Riccardo Patrese      | 2e      | 2e      | 2e      | Abd.    | 2e      | 3e      | Abd.    | 2e      | 2e      | 8e      | Abd.    | 3e      | 5e      | Abd.    | 1er     | Abd.    |         |         |         |         |         |         |         |         | 164             | Champion   |
| 1993 | Canon Williams Team                                 | Williams FW15C               | Renault V10 RS5                             | G            |                       | AFS     | BRE     | EUR     | SMR     | ESP     | MON     | CAN     | FRA     | GBR     | ALL     | HON     | BEL     | ITA     | POR     | JAP     | AUS     |         |         |         |         |         |         |         |         | 168             | Champion   |
| 1993 | Canon Williams Team                                 | Williams FW15C               | Renault V10 RS5                             | G            | Damon Hill            | Abd.    | 2e      | 2e      | Abd.    | Abd.    | 2e      | 3e      | 2e      | Abd.    | 15e     | 1er     | 1er     | 1er     | 3e      | 4e      | 3e      |         |         |         |         |         |         |         |         | 168             | Champion   |
| 1993 | Canon Williams Team                                 | Williams FW15C               | Renault V10 RS5                             | G            | Alain Prost           | 1er     | Abd.    | 3e      | 1er     | 1er     | 4e      | 1er     | 1er     | 1er     | 1er     | 12e     | 3e      | 12e     | 2e      | 2e      | 2e      |         |         |         |         |         |         |         |         | 168             | Champion   |
| 1994 | Rothmans Williams Renault                           | Williams FW16 Williams FW16B | Renault V10 RS6                             | G            |                       | BRÉ     | PAC     | SMR     | MON     | ESP     | CAN     | FRA     | GBR     | ALL     | HON     | BEL     | ITA     | POR     | EUR     | JAP     | AUS     |         |         |         |         |         |         |         |         | 118             | Champion   |
| 1994 | Rothmans Williams Renault                           | Williams FW16 Williams FW16B | Renault V10 RS6                             | G            | Damon Hill            | 2e      | Abd.    | 6e      | Abd.    | 1er     | 2e      | 2e      | 1er     | 8e      | 2e      | 1er     | 1er     | 1er     | 2e      | 1er     | Abd.    |         |         |         |         |         |         |         |         | 118             | Champion   |
| 1994 | Rothmans Williams Renault                           | Williams FW16 Williams FW16B | Renault V10 RS6                             | G            | Ayrton Senna          | Abd.    | Abd.    | Abd.    |         |         |         |         |         |         |         |         |         |         |         |         |         |         |         |         |         |         |         |         |         | 118             | Champion   |
| 1994 | Rothmans Williams Renault                           | Williams FW16 Williams FW16B | Renault V10 RS6                             | G            | David Coulthard       |         |         |         |         | Abd.    | 5e      |         | 5e      | Abd.    | Abd.    | 4e      | 6e      | 2e      |         |         |         |         |         |         |         |         |         |         |         | 118             | Champion   |
| 1994 | Rothmans Williams Renault                           | Williams FW16 Williams FW16B | Renault V10 RS6                             | G            | Nigel Mansell         |         |         |         |         |         |         | Abd.    |         |         |         |         |         |         | Abd.    | 4e      | 1er     |         |         |         |         |         |         |         |         | 118             | Champion   |
| 1995 | Rothmans Williams Renault                           | Williams FW17 Williams FW17B | Renault V10 RS7                             | G            |                       | BRÉ     | ARG     | SMR     | ESP     | MON     | CAN     | FRA     | GBR     | ALL     | HON     | BEL     | ITA     | POR     | EUR     | PAC     | JAP     | AUS     |         |         |         |         |         |         |         | 112             | 2e         |
| 1995 | Rothmans Williams Renault                           | Williams FW17 Williams FW17B | Renault V10 RS7                             | G            | Damon Hill            | Abd.    | 1er     | 1er     | 4e      | 2e      | Abd.    | 2e      | Abd.    | Abd.    | 1er     | 2e      | Abd.    | 3e      | Abd.    | 3e      | Abd.    | 1er     |         |         |         |         |         |         |         | 112             | 2e         |
| 1995 | Rothmans Williams Renault                           | Williams FW17 Williams FW17B | Renault V10 RS7                             | G            | David Coulthard       | 2e      | Abd.    | 4e      | Abd.    | Abd.    | Abd.    | 3e      | 3e      | 2e      | 2e      | Abd.    | Abd.    | 1er     | 3e      | 2e      | Abd.    | Abd.    |         |         |         |         |         |         |         | 112             | 2e         |
| 1996 | Rothmans Williams Renault                           | Williams FW18                | Renault V10 RS8                             | G            |                       | AUS     | BRÉ     | ARG     | EUR     | SMR     | MON     | ESP     | CAN     | FRA     | GBR     | ALL     | HON     | BEL     | ITA     | POR     | JAP     |         |         |         |         |         |         |         |         | 175             | Champion   |
| 1996 | Rothmans Williams Renault                           | Williams FW18                | Renault V10 RS8                             | G            | Damon Hill            | 1er     | 1er     | 1er     | 4e      | 1er     | Abd.    | Abd.    | 1er     | 1er     | Abd.    | 1er     | 2e      | 5e      | Abd.    | 2e      | 1er     |         |         |         |         |         |         |         |         | 175             | Champion   |
| 1996 | Rothmans Williams Renault                           | Williams FW18                | Renault V10 RS8                             | G            | Jacques Villeneuve    | 2e      | Abd.    | 2e      | 1er     | 11e     | Abd.    | 3e      | 2e      | 2e      | 1er     | 3e      | 1er     | 2e      | 7e      | 1er     | Abd.    |         |         |         |         |         |         |         |         | 175             | Champion   |
| 1997 | Rothmans Williams Renault                           | Williams FW19                | Renault V10 RS9                             | G            |                       | AUS     | BRÉ     | ARG     | SMR     | MON     | ESP     | CAN     | FRA     | GBR     | ALL     | HON     | BEL     | ITA     | AUT     | LUX     | JAP     | EUR     |         |         |         |         |         |         |         | 123             | Champion   |
| 1997 | Rothmans Williams Renault                           | Williams FW19                | Renault V10 RS9                             | G            | Jacques Villeneuve    | Abd.    | 1er     | 1er     | Abd.    | Abd.    | 1er     | Abd.    | 4e      | 1er     | Abd.    | 1er     | 5e      | 5e      | 1er     | 1er     | Dsq.    | 3e      |         |         |         |         |         |         |         | 123             | Champion   |
| 1997 | Rothmans Williams Renault                           | Williams FW19                | Renault V10 RS9                             | G            | Heinz-Harald Frentzen | 8e      | 9e      | Abd.    | 1er     | Abd.    | 8e      | 4e      | 2e      | Abd.    | Abd.    | Abd.    | 3e      | 3e      | 3e      | 3e      | 2e      | 6e      |         |         |         |         |         |         |         | 123             | Champion   |
| 1998 | Winfield Williams                                   | Williams FW20                | Mecachrome V10 GC37-01                      | G            |                       | AUS     | BRÉ     | ARG     | SMR     | ESP     | MON     | CAN     | FRA     | GBR     | AUT     | ALL     | HON     | BEL     | ITA     | LUX     | JAP     |         |         |         |         |         |         |         |         | 38              | 3e         |
| 1998 | Winfield Williams                                   | Williams FW20                | Mecachrome V10 GC37-01                      | G            | Jacques Villeneuve    | 5e      | 7e      | Abd.    | 4e      | 6e      | 5e      | 10e     | 4e      | 7e      | 6e      | 3e      | 3e      | Abd.    | Abd.    | 8e      | 6e      |         |         |         |         |         |         |         |         | 38              | 3e         |
| 1998 | Winfield Williams                                   | Williams FW20                | Mecachrome V10 GC37-01                      | G            | Heinz-Harald Frentzen | 3e      | 5e      | 9e      | 5e      | 8e      | Abd.    | Abd.    | 15e     | Abd.    | Abd.    | 9e      | 5e      | 4e      | 7e      | 5e      | 5e      |         |         |         |         |         |         |         |         | 38              | 3e         |
| 1999 | Winfield Williams                                   | Williams FW21                | Supertec V10 FB01                           | B            |                       | AUS     | BRÉ     | SMR     | MON     | ESP     | CAN     | FRA     | GBR     | AUT     | ALL     | HON     | BEL     | ITA     | EUR     | MAL     | JAP     |         |         |         |         |         |         |         |         | 35              | 5e         |
| 1999 | Winfield Williams                                   | Williams FW21                | Supertec V10 FB01                           | B            | Alessandro Zanardi    | Abd     | Abd     | 11e     | 8e      | Abd     | Abd     | Abd     | 11e     | Abd     | Abd     | Abd     | 8e      | 7e      | Abd     | 10e     | Abd     |         |         |         |         |         |         |         |         | 35              | 5e         |
| 1999 | Winfield Williams                                   | Williams FW21                | Supertec V10 FB01                           | B            | Ralf Schumacher       | 3e      | 4e      | Abd     | Abd     | 5e      | 4e      | 4e      | 3e      | Abd     | 4e      | 9e      | 5e      | 2e      | 4e      | Abd     | 5e      |         |         |         |         |         |         |         |         | 35              | 5e         |
| 2000 | BMW Williams F1 Team                                | Williams FW22                | BMW V10 E41                                 | B            |                       | AUS     | BRÉ     | SMR     | GBR     | ESP     | EUR     | MON     | CAN     | FRA     | AUT     | ALL     | HON     | BEL     | ITA     | USA     | JAP     | MAL     |         |         |         |         |         |         |         | 36              | 3e         |
| 2000 | BMW Williams F1 Team                                | Williams FW22                | BMW V10 E41                                 | B            | Ralf Schumacher       | 3e      | 5e      | Abd     | 4e      | 4e      | Abd     | Abd     | 14e     | 5e      | Abd     | 7e      | 5e      | 3e      | 3e      | Abd     | Abd     | Abd     |         |         |         |         |         |         |         | 36              | 3e         |
| 2000 | BMW Williams F1 Team                                | Williams FW22                | BMW V10 E41                                 | B            | Jenson Button         | Abd     | 6e      | Abd     | 5e      | 17e     | 10e     | Abd     | 11e     | 8e      | 5e      | 4e      | 9e      | 5e      | Abd     | Abd     | 5e      | Abd     |         |         |         |         |         |         |         | 36              | 3e         |
| 2001 | BMW Williams F1 Team                                | Williams FW23                | BMW V10 P80                                 | M            |                       | AUS     | MAL     | BRÉ     | SMR     | ESP     | AUT     | MON     | CAN     | EUR     | GBR     | FRA     | ALL     | HON     | BEL     | ITA     | USA     | JAP     |         |         |         |         |         |         |         | 80              | 3e         |
| 2001 | BMW Williams F1 Team                                | Williams FW23                | BMW V10 P80                                 | M            | Ralf Schumacher       | Abd     | 5e      | Abd     | 1er     | Abd     | Abd     | Abd     | 1er     | 4e      | 2e      | Abd     | 1er     | 4e      | 7e      | 3e      | Abd     | 6e      |         |         |         |         |         |         |         | 80              | 3e         |
| 2001 | BMW Williams F1 Team                                | Williams FW23                | BMW V10 P80                                 | M            | Juan Pablo Montoya    | Abd     | Abd     | Abd     | Abd     | 2e      | Abd     | Abd     | Abd     | 2e      | Abd     | 4e      | Abd     | 8e      | Abd     | 1er     | Abd     | 2e      |         |         |         |         |         |         |         | 80              | 3e         |
| 2002 | BMW Williams F1 Team                                | Williams FW24                | BMW V10 P81                                 | M            |                       | AUS     | MAL     | BRÉ     | SMR     | ESP     | AUT     | MON     | CAN     | EUR     | GBR     | FRA     | ALL     | HON     | BEL     | ITA     | USA     | JAP     |         |         |         |         |         |         |         | 92              | 2e         |
| 2002 | BMW Williams F1 Team                                | Williams FW24                | BMW V10 P81                                 | M            | Ralf Schumacher       | Abd     | 1er     | 2e      | 3e      | 11e     | 4e      | 3e      | 7e      | 4e      | 8e      | 5e      | 3e      | 3e      | 5e      | Abd     | 16e     | 11e     |         |         |         |         |         |         |         | 92              | 2e         |
| 2002 | BMW Williams F1 Team                                | Williams FW24                | BMW V10 P81                                 | M            | Juan Pablo Montoya    | 2e      | 2e      | 5e      | 4e      | 2e      | 3e      | Abd     | Abd     | Abd     | 3e      | 4e      | 2e      | 11e     | 3e      | Abd     | 4e      | 4e      |         |         |         |         |         |         |         | 92              | 2e         |
| 2003 | BMW Williams F1 Team                                | Williams FW25                | BMW V10 P83-5                               | M            |                       | AUS     | MAL     | BRÉ     | SMR     | ESP     | AUT     | MON     | CAN     | EUR     | FRA     | GBR     | ALL     | HON     | ITA     | USA     | JAP     |         |         |         |         |         |         |         |         | 144             | 2e         |
| 2003 | BMW Williams F1 Team                                | Williams FW25                | BMW V10 P83-5                               | M            | Juan Pablo Montoya    | 2e      | 12e     | Abd     | 7e      | 4e      | Abd     | 1er     | 3e      | 2e      | 2e      | 2e      | 1er     | 3e      | 2e      | 6e      | Abd     |         |         |         |         |         |         |         |         | 144             | 2e         |
| 2003 | BMW Williams F1 Team                                | Williams FW25                | BMW V10 P83-5                               | M            | Ralf Schumacher       | 8e      | 4e      | 7e      | 4e      | 5e      | 6e      | 4e      | 2e      | 1er     | 1er     | 9e      | Abd     | 4e      |         | Abd     | Abd     |         |         |         |         |         |         |         |         | 144             | 2e         |
| 2003 | BMW Williams F1 Team                                | Williams FW25                | BMW V10 P83-5                               | M            | Marc Gené             |         |         |         |         |         |         |         |         |         |         |         |         |         | 5e      |         |         |         |         |         |         |         |         |         |         | 144             | 2e         |
| 2004 | BMW Williams F1 Team                                | Williams FW26                | BMW V10 P84                                 | M            |                       | AUS     | MAL     | BAH     | SMR     | ESP     | MON     | EUR     | CAN     | USA     | FRA     | GBR     | ALL     | HON     | BEL     | ITA     | CHI     | JAP     | BRÉ     |         |         |         |         |         |         | 88              | 4e         |
| 2004 | BMW Williams F1 Team                                | Williams FW26                | BMW V10 P84                                 | M            | Juan Pablo Montoya    | 5e      | 2e      | 13e     | 3e      | Abd     | 4e      | 8e      | Dsq     | Dsq     | 8e      | 5e      | 5e      | 4e      | Abd     | 5e      | 5e      | 7e      | 1er     |         |         |         |         |         |         | 88              | 4e         |
| 2004 | BMW Williams F1 Team                                | Williams FW26                | BMW V10 P84                                 | M            | Ralf Schumacher       | 4e      | Abd     | 7e      | 7e      | 6e      | 10e     | Abd     | Dsq     | Abd     |         |         |         |         |         |         | Abd     | 2e      | 5e      |         |         |         |         |         |         | 88              | 4e         |
| 2004 | BMW Williams F1 Team                                | Williams FW26                | BMW V10 P84                                 | M            | Marc Gené             |         |         |         |         |         |         |         |         |         | 10e     | 12e     |         |         |         |         |         |         |         |         |         |         |         |         |         | 88              | 4e         |
| 2004 | BMW Williams F1 Team                                | Williams FW26                | BMW V10 P84                                 | M            | Antônio Pizzonia      |         |         |         |         |         |         |         |         |         |         |         | 7e      | 7e      | Abd     | 7e      |         |         |         |         |         |         |         |         |         | 88              | 4e         |
| 2005 | BMW Williams F1 Team                                | Williams FW27                | BMW V10 P84-5                               | M            |                       | AUS     | MAL     | BAH     | SMR     | ESP     | MON     | EUR     | CAN     | USA     | FRA     | GBR     | ALL     | HON     | TUR     | ITA     | BEL     | BRÉ     | JAP     | CHI     |         |         |         |         |         | 66              | 5e         |
| 2005 | BMW Williams F1 Team                                | Williams FW27                | BMW V10 P84-5                               | M            | Mark Webber           | 5e      | Abd     | 6e      | 7e      | 6e      | 3e      | Abd     | 5e      | Np      | 12e     | 11e     | Nc      | 7e      | Abd     | 14e     | 4e      | Nc      | 4e      | 7e      |         |         |         |         |         | 66              | 5e         |
| 2005 | BMW Williams F1 Team                                | Williams FW27                | BMW V10 P84-5                               | M            | Nick Heidfeld         | Abd     | 3e      | Abd     | 6e      | 10e     | 2e      | 2e      | Abd     | Np      | 14e     | 12e     | 11e     | 6e      | Abd     |         |         |         |         |         |         |         |         |         |         | 66              | 5e         |
| 2005 | BMW Williams F1 Team                                | Williams FW27                | BMW V10 P84-5                               | M            | Antônio Pizzonia      |         |         |         |         |         |         |         |         |         |         |         |         |         |         | 7e      | 15e     | Abd     | Abd     | 13e     |         |         |         |         |         | 66              | 5e         |
| 2006 | AT&T Williams                                       | Williams FW28                | Cosworth V8 CA2006                          | B            |                       | BAH     | MAL     | AUS     | SMR     | EUR     | ESP     | MON     | GBR     | CAN     | USA     | FRA     | ALL     | HON     | TUR     | ITA     | CHI     | JAP     | BRÉ     |         |         |         |         |         |         | 11              | 8e         |
| 2006 | AT&T Williams                                       | Williams FW28                | Cosworth V8 CA2006                          | B            | Mark Webber           | 6e      | Abd     | Abd     | 6e      | Abd     | 9e      | Abd     | Abd     | 12e     | Abd     | Abd     | Abd     | Abd     | 10e     | 10e     | 8e      | Abd     | Abd     |         |         |         |         |         |         | 11              | 8e         |
| 2006 | AT&T Williams                                       | Williams FW28                | Cosworth V8 CA2006                          | B            | Nico Rosberg          | 7e      | Abd     | Abd     | 11e     | 7e      | 11e     | Abd     | 9e      | Abd     | 9e      | 14e     | Abd     | Abd     | Abd     | Abd     | 11e     | 10e     | Abd     |         |         |         |         |         |         | 11              | 8e         |
| 2007 | AT&T Williams                                       | Williams FW29                | Toyota V8 RVX-07                            | B            |                       | AUS     | MAL     | BHR     | ESP     | MON     | CAN     | USA     | FRA     | GBR     | EUR     | HUN     | TUR     | ITA     | BEL     | JPN     | CHN     | BRA     |         |         |         |         |         |         |         | 33              | 4e         |
| 2007 | AT&T Williams                                       | Williams FW29                | Toyota V8 RVX-07                            | B            | Nico Rosberg          | 7e      | Abd     | 10e     | 6e      | 12e     | 10e     | 16e     | 9e      | 12e     | Abd     | 7e      | 7e      | 6e      | 6e      | Abd     | 16e     | 4e      |         |         |         |         |         |         |         | 33              | 4e         |
| 2007 | AT&T Williams                                       | Williams FW29                | Toyota V8 RVX-07                            | B            | Alexander Wurz        | Abd     | 9e      | 11e     | Abd     | 7e      | 3e      | 10e     | 14e     | 13e     | 4e      | 14e     | 11e     | 13e     | Abd     | Abd     | 12e     |         |         |         |         |         |         |         |         | 33              | 4e         |
| 2007 | AT&T Williams                                       | Williams FW29                | Toyota V8 RVX-07                            | B            | Kazuki Nakajima       |         |         |         |         |         |         |         |         |         |         |         |         |         |         |         |         | 10e     |         |         |         |         |         |         |         | 33              | 4e         |
| 2008 | AT&T Williams                                       | Williams FW30                | Toyota V8 RVX-08                            | B            |                       | AUS     | MAL     | BAH     | ESP     | TUR     | MON     | CAN     | FRA     | GBR     | ALL     | HON     | EUR     | BEL     | ITA     | SIN     | JAP     | CHI     | BRÉ     |         |         |         |         |         |         | 26              | 8e         |
| 2008 | AT&T Williams                                       | Williams FW30                | Toyota V8 RVX-08                            | B            | Nico Rosberg          | 3e      | 14e     | 8e      | Abd     | 8e      | Abd     | 10e     | 16e     | 9e      | 10e     | 14e     | 8e      | 12e     | 14e     | 2e      | 11e     | 15e     | 12e     |         |         |         |         |         |         | 26              | 8e         |
| 2008 | AT&T Williams                                       | Williams FW30                | Toyota V8 RVX-08                            | B            | Kazuki Nakajima       | 6e      | 17e     | 14e     | 7e      | Abd     | 7e      | Abd     | 15e     | 8e      | 14e     | 13e     | 15e     | 14e     | 12e     | 8e      | 15e     | 12e     | 17e     |         |         |         |         |         |         | 26              | 8e         |
| 2009 | AT&T Williams                                       | Williams FW31                | Toyota V8 RVX-09                            | B            |                       | AUS     | MAL†    | CHI     | BAH     | ESP     | MON     | TUR     | GBR     | ALL     | HON     | EUR     | BEL     | ITA     | SIN     | JAP     | BRÉ     | ABU     |         |         |         |         |         |         |         | 34,5            | 7e         |
| 2009 | AT&T Williams                                       | Williams FW31                | Toyota V8 RVX-09                            | B            | Nico Rosberg          | 6e      | 8e      | 15e     | 9e      | 8e      | 6e      | 5e      | 5e      | 4e      | 4e      | 5e      | 8e      | 16e     | 11e     | 5e      | Abd     | 9e      |         |         |         |         |         |         |         | 34,5            | 7e         |
| 2009 | AT&T Williams                                       | Williams FW31                | Toyota V8 RVX-09                            | B            | Kazuki Nakajima       | Abd     | 12e     | Abd     | Abd     | 13e     | 15e*    | 12e     | 11e     | 12e     | 9e      | 18e     | 13e     | 10e     | 9e      | 15e     | Abd     | 13e     |         |         |         |         |         |         |         | 34,5            | 7e         |
| 2010 | AT&T Williams                                       | Williams FW32                | Cosworth V8 CA2010                          | B            |                       | BAH     | AUS     | MAL     | CHI     | ESP     | MON     | TUR     | CAN     | EUR     | GBR     | ALL     | HON     | BEL     | ITA     | SIN     | JAP     | COR     | BRÉ     | ABU     |         |         |         |         |         | 69              | 6e         |
| 2010 | AT&T Williams                                       | Williams FW32                | Cosworth V8 CA2010                          | B            | Rubens Barrichello    | 10e     | 8e      | 12e     | 12e     | 9e      | Abd     | 14e     | 14e     | 4e      | 5e      | 12e     | 10e     | Abd     | 10e     | 6e      | 9e      | 7e      | 14e     | 12e     |         |         |         |         |         | 69              | 6e         |
| 2010 | AT&T Williams                                       | Williams FW32                | Cosworth V8 CA2010                          | B            | Nico Hülkenberg       | 14e     | Abd     | 10e     | 15e     | 16e     | Abd     | 17e     | 13e     | Abd     | 10e     | 13e     | 6e      | 14e     | 7e      | 10e     | Abd     | 10e     | 8e      | 16e     |         |         |         |         |         | 69              | 6e         |
| 2011 | AT&T Williams                                       | Williams FW33                | Cosworth V8 CA2011                          | P            |                       | AUS     | MAL     | CHI     | TUR     | ESP     | MON     | CAN     | EUR     | GBR     | ALL     | HON     | BEL     | ITA     | SIN     | JAP     | COR     | IND     | ABU     | BRÉ     |         |         |         |         |         | 5               | 9e         |
| 2011 | AT&T Williams                                       | Williams FW33                | Cosworth V8 CA2011                          | P            | Rubens Barrichello    | Abd     | Abd     | 13e     | 15e     | 17e     | 9e      | 9e      | 12e     | 13e     | Abd     | 13e     | 16e     | 12e     | 13e     | 17e     | 12e     | 15e     | 12e     | 14e     |         |         |         |         |         | 5               | 9e         |
| 2011 | AT&T Williams                                       | Williams FW33                | Cosworth V8 CA2011                          | P            | Pastor Maldonado      | Abd     | Abd     | 18e     | 17e     | 15e     | 18e*    | Abd     | 18e     | 14e     | 14e     | 16e     | 10e     | 11e     | 11e     | 14e     | Abd     | Abd     | 14e     | Abd     |         |         |         |         |         | 5               | 9e         |
| 2012 | Williams F1 Team                                    | Williams FW34                | Renault V8 RS27-2012                        | P            |                       | AUS     | MAL     | CHI     | BAH     | ESP     | MON     | CAN     | EUR     | GBR     | ALL     | HON     | BEL     | ITA     | SIN     | JAP     | COR     | IND     | ABU     | USA     | BRÉ     |         |         |         |         | 76              | 8e         |
| 2012 | Williams F1 Team                                    | Williams FW34                | Renault V8 RS27-2012                        | P            | Pastor Maldonado      | 13e*    | 19e*    | 8e      | Abd     | 1er     | Abd     | 13e     | 12e     | 16e     | 15e     | 13e     | Abd     | 11e     | Abd     | 8e      | 14e     | 16e     | 5e      | 9e      | Abd     |         |         |         |         | 76              | 8e         |
| 2012 | Williams F1 Team                                    | Williams FW34                | Renault V8 RS27-2012                        | P            | Bruno Senna           | 16e*    | 6e      | 7e      | 22e*    | Abd     | 10e     | 17e     | 10e     | 9e      | 17e     | 7e      | 12e     | 10e     | 18e*    | 14e     | 15e     | 8e      | 10e     | 10e     | Abd     |         |         |         |         | 76              | 8e         |
| 2013 | Williams F1 Team                                    | Williams FW35                | Renault V8 RS27-2013                        | P            |                       | AUS     | MAL     | CHI     | BAH     | ESP     | MON     | CAN     | GBR     | ALL     | HON     | BEL     | ITA     | SIN     | COR     | JAP     | IND     | ABU     | USA     | BRÉ     |         |         |         |         |         | 5               | 9e         |
| 2013 | Williams F1 Team                                    | Williams FW35                | Renault V8 RS27-2013                        | P            | Pastor Maldonado      | Abd     | Abd     | 14e     | 11e     | 14e     | Abd     | 16e     | 11e     | 15e     | 10e     | 17e     | 14e     | 11e     | 13e     | 16e     | 12e     | 11e     | 17e     | 16e     |         |         |         |         |         | 5               | 9e         |
| 2013 | Williams F1 Team                                    | Williams FW35                | Renault V8 RS27-2013                        | P            | Valtteri Bottas       | 14e     | 11e     | 13e     | 14e     | 16e     | 12e     | 14e     | 12e     | 16e     | Abd     | 15e     | 15e     | 13e     | 12e     | 17e     | 16e     | 15e     | 8e      | Abd     |         |         |         |         |         | 5               | 9e         |
| 2014 | Williams Martini Racing                             | Williams FW36                | Mercedes V6 turbo hybride PU106A            | P            |                       | AUS     | MAL     | BAH     | CHI     | ESP     | MON     | CAN     | AUT     | GBR     | ALL     | HON     | BEL     | ITA     | SIN     | JAP     | RUS     | USA     | BRÉ     | ABU     |         |         |         |         |         | 320             | 3e         |
| 2014 | Williams Martini Racing                             | Williams FW36                | Mercedes V6 turbo hybride PU106A            | P            | Felipe Massa          | Abd     | 7e      | 7e      | 15e     | 13e     | 7e      | 12e*    | 4e      | Abd     | Abd     | 5e      | 13e     | 3e      | 5e      | 7e      | 11e     | 4e      | 3e      | 2e      |         |         |         |         |         | 320             | 3e         |
| 2014 | Williams Martini Racing                             | Williams FW36                | Mercedes V6 turbo hybride PU106A            | P            | Valtteri Bottas       | 5e      | 8e      | 8e      | 7e      | 5e      | Abd     | 7e      | 3e      | 2e      | 2e      | 8e      | 3e      | 4e      | 11e     | 6e      | 3e      | 5e      | 10e     | 3e      |         |         |         |         |         | 320             | 3e         |
| 2015 | Williams Martini Racing                             | Williams FW37                | Mercedes V6 turbo hybride PU106B            | P            |                       | AUS     | MAL     | CHI     | BAH     | ESP     | MON     | CAN     | AUT     | GBR     | HON     | BEL     | ITA     | SIN     | JAP     | RUS     | USA     | MEX     | BRÉ     | ABU     |         |         |         |         |         | 257             | 3e         |
| 2015 | Williams Martini Racing                             | Williams FW37                | Mercedes V6 turbo hybride PU106B            | P            | Felipe Massa          | 4e      | 6e      | 5e      | 10e     | 6e      | 15e     | 6e      | 3e      | 4e      | 12e     | 6e      | 3e      | Abd     | 17e     | 4e      | Abd     | 6e      | Dsq     | 8e      |         |         |         |         |         | 257             | 3e         |
| 2015 | Williams Martini Racing                             | Williams FW37                | Mercedes V6 turbo hybride PU106B            | P            | Valtteri Bottas       | Forf    | 5e      | 6e      | 4e      | 4e      | 14e     | 3e      | 5e      | 5e      | 13e     | 9e      | 4e      | 5e      | 5e      | 12e     | Abd     | 3e      | 5e      | 13e     |         |         |         |         |         | 257             | 3e         |
| 2016 | Williams Martini Racing                             | Williams FW38                | Mercedes V6 turbo hybride PU106C            | P            |                       | AUS     | BAH     | CHI     | RUS     | ESP     | MON     | CAN     | EUR     | AUT     | GBR     | HON     | ALL     | BEL     | ITA     | SIN     | MAL     | JAP     | USA     | MEX     | BRÉ     | ABU     |         |         |         | 138             | 5e         |
| 2016 | Williams Martini Racing                             | Williams FW38                | Mercedes V6 turbo hybride PU106C            | P            | Felipe Massa          | 5e      | 8e      | 6e      | 5e      | 8e      | 10e     | Abd     | 10e     | Abd     | 11e     | 18e     | Abd     | 10e     | 9e      | 12e     | 13e     | 9e      | 7e      | 9e      | Abd     | 9e      |         |         |         | 138             | 5e         |
| 2016 | Williams Martini Racing                             | Williams FW38                | Mercedes V6 turbo hybride PU106C            | P            | Valtteri Bottas       | 8e      | 9e      | 10e     | 4e      | 5e      | 11e     | 3e      | 6e      | 9e      | 14e     | 9e      | 9e      | 8e      | 6e      | Abd     | 5e      | 10e     | 16e     | 8e      | 11e     | Abd     |         |         |         | 138             | 5e         |
| 2017 | Williams Martini Racing                             | Williams FW40                | Mercedes V6 turbo hybride M08 Eq Power+     | P            |                       | AUS     | CHI     | BAH     | RUS     | ESP     | MON     | CAN     | AZE     | AUT     | GBR     | HON     | BEL     | ITA     | SIN     | MAL     | JAP     | USA     | MEX     | BRE     | ABU     |         |         |         |         | 83              | 5e         |
| 2017 | Williams Martini Racing                             | Williams FW40                | Mercedes V6 turbo hybride M08 Eq Power+     | P            | Lance Stroll          | Abd     | Abd     | Abd     | 11e     | 16e     | 14e*    | 9e      | 3e      | 10e     | 16e     | 14e     | 11e     | 7e      | 8e      | 8e      | Abd     | 11e     | 6e      | 16e*    | 18e     |         |         |         |         | 83              | 5e         |
| 2017 | Williams Martini Racing                             | Williams FW40                | Mercedes V6 turbo hybride M08 Eq Power+     | P            | Felipe Massa          | 6e      | 14e     | 6e      | 9e      | 13e     | 9e      | Abd     | Abd     | 9e      | 10e     |         | 8e      | 8e      | 11e     | 9e      | 10e     | 9e      | 11e     | 7e      | 10e     |         |         |         |         | 83              | 5e         |
| 2017 | Williams Martini Racing                             | Williams FW40                | Mercedes V6 turbo hybride M08 Eq Power+     | P            | Paul di Resta         |         |         |         |         |         |         |         |         |         |         | Abd     |         |         |         |         |         |         |         |         |         |         |         |         |         | 83              | 5e         |
| 2018 | Williams Martini Racing                             | Williams FW41                | Mercedes V6 turbo hybride M09 Eq Power+     | P            |                       | AUS     | BAH     | CHI     | AZE     | ESP     | MON     | CAN     | FRA     | AUT     | GBR     | ALL     | HON     | BEL     | ITA     | SIN     | RUS     | JAP     | USA     | MEX     | BRE     | ABU     |         |         |         | 7               | 10e        |
| 2018 | Williams Martini Racing                             | Williams FW41                | Mercedes V6 turbo hybride M09 Eq Power+     | P            | Lance Stroll          | 14e     | 14e     | 14e     | 8e      | 11e     | 17e     | Abd     | 17e*    | 14e     | 12e     | Abd     | 17e     | 13e     | 9e      | 14e     | 15e     | 17e     | 14e     | 12e     | 18e     | 13e     |         |         |         | 7               | 10e        |
| 2018 | Williams Martini Racing                             | Williams FW41                | Mercedes V6 turbo hybride M09 Eq Power+     | P            | Sergey Sirotkin       | Abd     | 15e     | 15e     | Abd     | 14e     | 16e     | 17e     | 15e     | 13e     | 14e     | Abd     | 16e     | 12e     | 10e     | 19e     | 18e     | 16e     | 13e     | 13e     | 16e     | 15e     |         |         |         | 7               | 10e        |
| 2019 | ROKiT Williams Racing                               | Williams FW42                | Mercedes V6 turbo hybride M10 Eq Power+     | P            |                       | AUS     | BAH     | CHI     | AZE     | ESP     | MON     | CAN     | FRA     | AUT     | GBR     | ALL     | HON     | BEL     | ITA     | SIN     | RUS     | JAP     | MEX     | USA     | BRE     | ABU     |         |         |         | 1               | 10e        |
| 2019 | ROKiT Williams Racing                               | Williams FW42                | Mercedes V6 turbo hybride M10 Eq Power+     | P            | George Russell        | 16e     | 15e     | 16e     | 15e     | 17e     | 15e     | 16e     | 19e     | 18e     | 14e     | 11e     | 16e     | 15e     | 14e     | Abd     | Abd     | 16e     | 16e     | 17e     | 12e     | 17e     |         |         |         | 1               | 10e        |
| 2019 | ROKiT Williams Racing                               | Williams FW42                | Mercedes V6 turbo hybride M10 Eq Power+     | P            | Robert Kubica         | 17e     | 16e     | 17e     | 16e     | 18e     | 18e     | 18e     | 18e     | 20e     | 15e     | 10e     | 19e     | 17e     | 17e     | 16e     | Abd     | 17e     | 18e     | Abd     | 16e     | 19e     |         |         |         | 1               | 10e        |
| 2020 | Williams Racing                                     | Williams FW43                | Mercedes V6 turbo hybride M11 Eq Power+     | P            |                       | AUT     | STY     | HON     | GBR     | 70e     | ESP     | BEL     | ITA     | TOS     | RUS     | EIF     | POR     | E-R     | TUR     | BAH     | SAK     | ABU     |         |         |         |         |         |         |         | 0               | 10e        |
| 2020 | Williams Racing                                     | Williams FW43                | Mercedes V6 turbo hybride M11 Eq Power+     | P            | Nicholas Latifi       | 11e     | 17e     | 19e     | 15e     | 19e     | 18e     | 16e     | 11e     | Abd     | 16e     | 14e     | 18e     | 11e     | Abd     | 14e     | Abd     | 17e     |         |         |         |         |         |         |         | 0               | 10e        |
| 2020 | Williams Racing                                     | Williams FW43                | Mercedes V6 turbo hybride M11 Eq Power+     | P            | George Russell        | Abd     | 16e     | 18e     | 12e     | 18e     | 17e     | Abd     | 14e     | 11e     | 18e     | Abd     | 14e     | Abd     | 16e     | 12e     |         | 15e     |         |         |         |         |         |         |         | 0               | 10e        |
| 2020 | Williams Racing                                     | Williams FW43                | Mercedes V6 turbo hybride M11 Eq Power+     | P            | Jack Aitken           |         |         |         |         |         |         |         |         |         |         |         |         |         |         |         | 16e     |         |         |         |         |         |         |         |         | 0               | 10e        |
| 2021 | Williams Racing                                     | Williams FW43B               | Mercedes V6 turbo hybride M12 E Performance | P            |                       | BAH     | EMI     | POR     | ESP     | MON     | AZE     | FRA     | STY     | AUT     | GBR     | HON     | BEL     | P-B     | ITA     | RUS     | TUR     | USA     | MEX     | BRE     | QAT     | SAU     | ABU     |         |         | 23              | 8e         |
| 2021 | Williams Racing                                     | Williams FW43B               | Mercedes V6 turbo hybride M12 E Performance | P            | Nicholas Latifi       | 18e*    | Abd     | 18e     | 16e     | 15e     | 16e     | 18e     | 17e     | 16e     | 14e     | 7e      | 9e      | 16e     | 11e     | 19e*    | 17e     | 15e     | 17e     | 16e     | Abd     | 12e     | 16e*    |         |         | 23              | 8e         |
| 2021 | Williams Racing                                     | Williams FW43B               | Mercedes V6 turbo hybride M12 E Performance | P            | George Russell        | 14e     | Abd     | 16e     | 14e     | 14e     | 17e*    | 12e     | Abd     | 11e     | 12e     | 8e      | 2e      | 17e     | 9e      | 10e     | 15e     | 14e     | 16e     | 13e     | 17e     | Abd     | Abd     |         |         | 23              | 8e         |
| 2022 | Williams Racing                                     | Williams FW44                | Mercedes V6 turbo hybride M13 E Performance | P            |                       | BAH     | SAU     | AUS     | EMI     | MIA     | ESP     | MON     | AZE     | CAN     | GBR     | AUT     | FRA     | HON     | BEL     | P-B     | ITA     | SIN     | JAP     | USA     | MEX     | SAO     | ABU     |         |         | 8               | 10e        |
| 2022 | Williams Racing                                     | Williams FW44                | Mercedes V6 turbo hybride M13 E Performance | P            | Nicholas Latifi       | 16e     | Abd     | 16e     | 16e     | 14e     | 16e     | 15e     | 15e     | 16e     | 12e     | Abd     | Abd     | 18e     | 18e     | 18e     | 15e     | Abd     | 9e      | 17e     | 18e     | 16e     | 19e*    |         |         | 8               | 10e        |
| 2022 | Williams Racing                                     | Williams FW44                | Mercedes V6 turbo hybride M13 E Performance | P            | Alexander Albon       | 13e     | 14e*    | 10e     | 11e     | 9e      | 18e     | Abd     | 12e     | 13e     | Abd     | 12e     | 13e     | 17e     | 10e     | 12e     |         | Abd     | Abd     | 13e     | 12e     | 15e     | 13e     |         |         | 8               | 10e        |
| 2022 | Williams Racing                                     | Williams FW44                | Mercedes V6 turbo hybride M13 E Performance | P            | Nyck de Vries         |         |         |         |         |         |         |         |         |         |         |         |         |         |         |         | 9e      |         |         |         |         |         |         |         |         | 8               | 10e        |
| 2023 | Williams Racing                                     | Williams FW45                | Mercedes V6 turbo hybride M14 E Performance | P            |                       | BAH     | SAU     | AUS     | AZE     | MIA     | MON     | ESP     | CAN     | AUT     | GBR     | HON     | BEL     | P-B     | ITA     | SIN     | JPN     | QAT     | USA     | MEX     | BRE     | LVG     | ABU     |         |         | 28              | 7e         |
| 2023 | Williams Racing                                     | Williams FW45                | Mercedes V6 turbo hybride M14 E Performance | P            | Alexander Albon       | 10e     | Abd     | Abd     | 12e     | 14e     | 14e     | 16e     | 7e      | 11e     | 8e      | 11e     | 14e     | 8e      | 7e      | 11e     | Abd     | 13e     | 9e      | 9e      | Abd     | 12e     | 14e     |         |         | 28              | 7e         |
| 2023 | Williams Racing                                     | Williams FW45                | Mercedes V6 turbo hybride M14 E Performance | P            | Logan Sargeant        | 12e     | 16e     | 16e*    | 16e     | 20e     | 18e     | 20e     | Abd     | 13e     | 11e     | 18e*    | 17e     | Abd     | 13e     | 14e     | Abd     | Abd     | 10e     | 15e     | 11e     | 16e     | 16e     |         |         | 28              | 7e         |
| 2024 | Williams Racing                                     | Williams FW46                | Mercedes V6 turbo hybride M15 E Performance | P            |                       | BAH     | SAU     | AUS     | JAP     | CHN     | MIA     | EMI     | MON     | CAN     | ESP     | AUT     | GBR     | HON     | BEL     | P-B     | ITA     | AZE     | SIN     | USA     | MEX     | SAO     | LVE     | QAT     | ABU     | 17              | 9e         |
| 2024 | Williams Racing                                     | Williams FW46                | Mercedes V6 turbo hybride M15 E Performance | P            | Alexander Albon       | 15e     | 11e     | 11e     | Abd     | 12e     | 18e     | Abd     | 9e      | Abd     | 18e     | 15e     | 9e      | 14e     | 12e     | 14e     | 9e      | 7e      | Abd     | 17e     | Abd     | Forf    | Abd     | 15e     | 11e     | 17              | 9e         |
| 2024 | Williams Racing                                     | Williams FW46                | Mercedes V6 turbo hybride M15 E Performance | P            | Logan Sargeant        | 20e     | 14e     | Forf    | 17e     | 17e     | Abd     | 17e     | 15e     | Abd     | 20e     | 19e     | 11e     | 17e     | 17e     | 16e     |         |         |         |         |         |         |         |         |         | 17              | 9e         |
| 2024 | Williams Racing                                     | Williams FW46                | Mercedes V6 turbo hybride M15 E Performance | P            | Franco Colapinto      |         |         |         |         |         |         |         |         |         |         |         |         |         |         |         | 12e     | 8e      | 11e     | 10e     | 12e     | Abd     | 14e     | Abd     | Abd     | 17              | 9e         |
| 2025 | Atlassian Williams Racing                           | Williams FW47                | Mercedes V6 turbo hybride M16 E Performance | P            |                       | AUS     | CHN     | JAP     | BAH     | ARA     | MIA     | EMI     | MON     | ESP     | CAN     | AUT     | GBR     | BEL     | HON     | P-B     | ITA     | AZE     | SIN     | USA     | MEX     | BRE     | LVE     | QAT     | ABU     | 17              | 5e         |
| 2025 | Atlassian Williams Racing                           | Williams FW47                | Mercedes V6 turbo hybride M16 E Performance | P            | Alexander Albon       | 5e      | 7e      |         |         |         |         |         |         |         |         |         |         |         |         |         |         |         |         |         |         |         |         |         |         | 17              | 5e         |
| 2025 | Atlassian Williams Racing                           | Williams FW47                | Mercedes V6 turbo hybride M16 E Performance | P            | Carlos Sainz          | Abd     | 10e     |         |         |         |         |         |         |         |         |         |         |         |         |         |         |         |         |         |         |         |         |         |         | 17              | 5e         |
| - † : La moitié des points a été distribuée parce que la course a été réduite de moins de 75 % de la distance de la course. - **: En raison des conditions météorologiques, le Grand Prix de Monaco a été interrompu après 31 tours sur les 77 prévus, ainsi seul la moitié des points a été attribué. |                                                     |                              |                                             |              |                       |         |         |         |         |         |         |         |         |         |         |         |         |         |         |         |         |         |         |         |         |         |         |         |         |                 |            |
| Légende : ici |                                                     |                              |                                             |              |                       |         |         |         |         |         |         |         |         |         |         |         |         |         |         |         |         |         |         |         |         |         |         |         |         |                 |            |

| Saison | Écurie                                              | Châssis       | Moteur        | Pneus    | Pilotes                              | Grands Prix disputés |
| ------ | --------------------------------------------------- | ------------- | ------------- | -------- | ------------------------------------ | -------------------- |
| 1976   | RAM Racing                                          | Williams FW   | Ford-Cosworth | Goodyear | Loris Kessel                         | 1 (0)                |
| 1976   | Mapfre-Williams                                     | Williams FW04 | Ford-Cosworth | Goodyear | Emilio Zapico                        | 1 (0)                |
| 1980   | Brands Hatch Racing                                 | Williams FW07 | Ford-Cosworth | Goodyear | Desiré Wilson                        | 1 (0)                |
| 1980   | RAM Williams Grand Prix Engineering                 | Williams FW07 | Ford-Cosworth | Goodyear | Rupert Keegan                        | 1                    |
| 1980   | RAM/Penthouse-Rizla Racing RAM/Rainbow Jeans Racing | Williams FW07 | Ford-Cosworth | Goodyear | Rupert Keegan Kevin Cogan Geoff Lees | 6                    |
| 1981   | Équipe Banco Occidental                             | Williams FW07 | Ford-Cosworth | Michelin | Emilio de Villota                    | 1 (0)                |

## Logos

Williams Grand Prix Engineering (1977-1978)
Albilad-Saudia Williams Racing Team (1979-1981)
Canon Williams Honda Team (1985-1987)
Canon Williams Team (1988-1993)
Rothmans Williams Renault (1994-1997)
Winfield Williams (1998-1999)
BMW Williams F1 (2000-2005)
Williams F1 Team (2006)
AT&T Williams (2007-2011)
Williams F1 Team (2012)
Williams F1 Team (2013)
Williams Martini Racing (2014-2018)
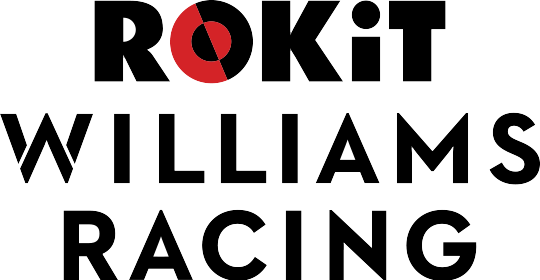
Rokit Williams Racing (2019)
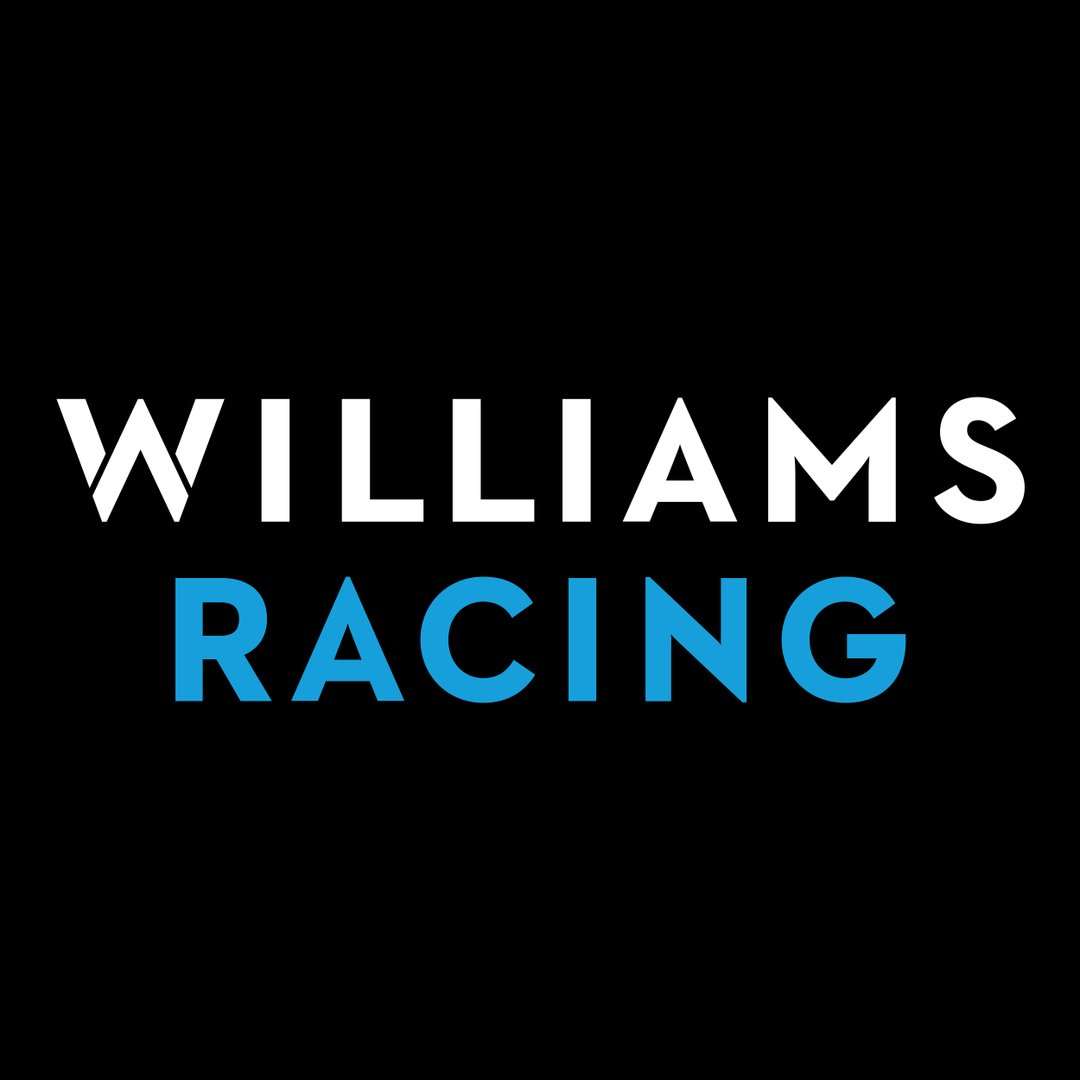
Williams Racing (2020-)